# تاریخ یهودیان در ایران
تاریخ یهودیان در ایران به زمان عهد عتیق بازمی‌گردد. در کتاب‌های اشعیا، دانیال، عزرا و نحمیا مطالب زیادی در مورد زندگی یهودیان در سرزمین پارس وجود دارد. در کتاب عزرا شاهان ایرانی به دلیل اجازه دادن به یهودیان برای بازگشت به اورشلیم و بازسازی معبد توسط شاهان هخامنشیان مورد احترام قرار گرفته‌اند. بازسازی معبد بنا به دستور کورش، داریوش و خشایارشا انجام شد (عزرا ۶:۱۴). این اتفاق مهم در تاریخ یهودیان در سده ۶ پیش از میلاد رخ داد که در آن زمان گروه‌های یهودی پابرجا و بسیار بانفوذ در ایران وجود داشتند.

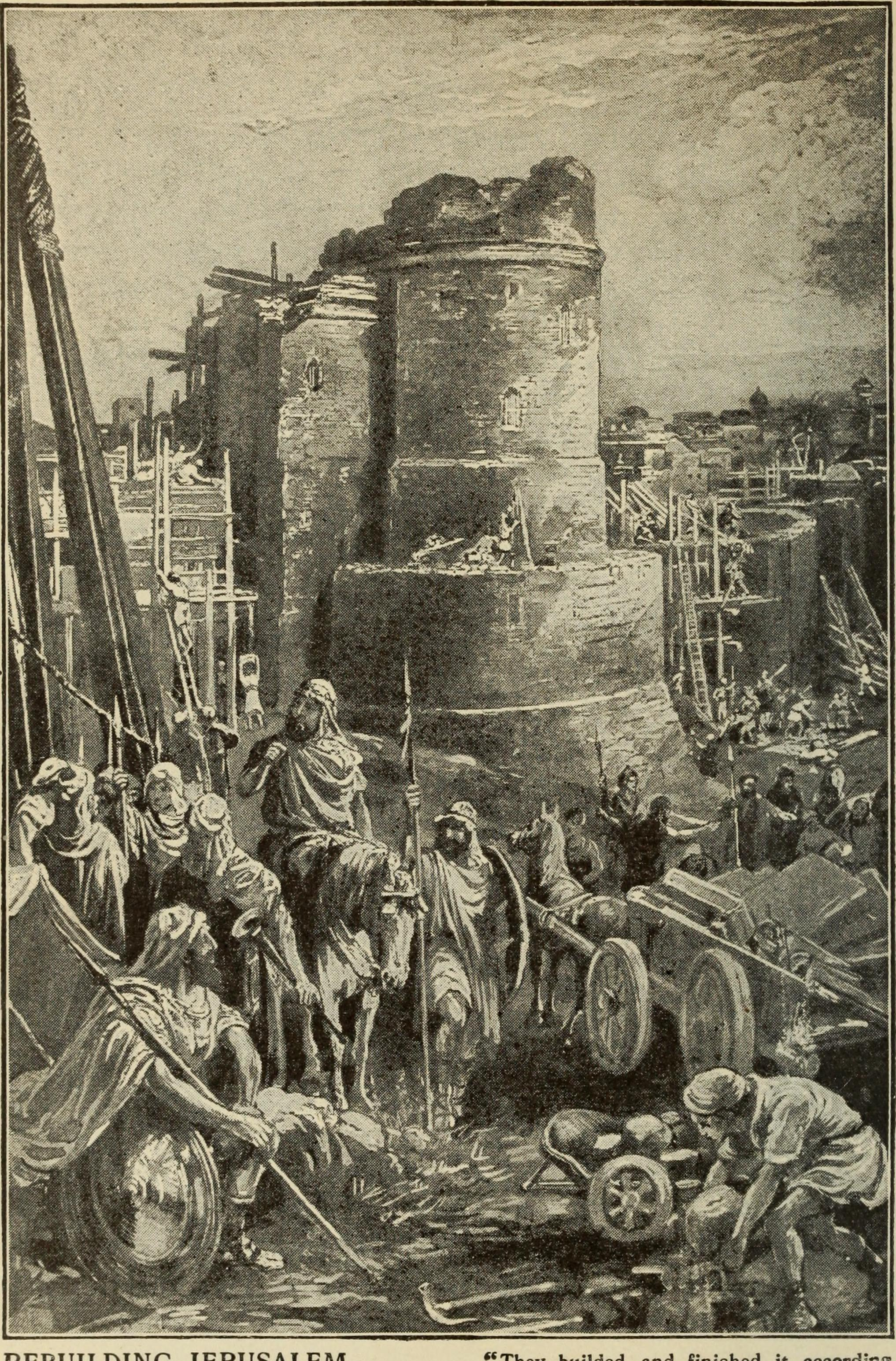
فرمان کوروش، داریوش و اردشیر برای بازسازی اورشلیم.

اخراج پادشاهی شمالی اسرائیل به سمت سرزمین مادها.

یهودیان در سرزمین ایران فعلی از ۲۷۰۰ سال پیش زندگی کرده‌اند. نخستین کوچ آن‌ها به ایران از زمان شلمنسر پنجم و تسلط او بر پادشاهی شمالی اسرائیل (۷۲۲ پیش از میلاد) و اخراج یهودیان (ده قبیله گمشده) به سمت خراسان است. در ۵۸۶ پیش از میلاد، بابلیان بر یهودیان چیره شدند و آن‌ها را در بابل به اسارت گرفتند.
یهودیان ایران معمولاً فقط در جوامع خود زندگی می‌کردند. یهودیان ایران قدیم امروزه جزئی کوچکتر از یهودیان کشورهای ایران بزرگ نظیر افغانستان، آذربایجان، شمال هند، قرقیزستان، تاجیکستان، ترکمنستان و ازبکستان هستند.
بعضی از این جوامع از جوامع دیگر به دور بودند و با آن‌ها در ارتباط نبودند.

## پادشاهی شمالی اسرائیل
بعد از مرگ سلیمان پادشاهی اسرائیل (پادشاهی متحد) به دو قسمت پادشاهی شمالی اسرائیل و پادشاهی یهودا تقسیم شد. بر اساس کتاب مقدس پادشاهی شمالی اسرائیل به یهوه وفادار نماند و پرستش بعل را در کشور خود آزاد گذاشت. همچنین پادشاهان اسرائیل به جای معبد سلیمان که توسط سلیمان بنا نهاده شده بود، معبد دیگری در سرزمین خود ساختند تا نیازمند پادشاهی یهودا نباشند. در سال ۷۲۲ قبل از میلاد پادشاهی شمالی اسرائیل توسط آشوریان مورد حمله قرار گرفت و پایتخت آن سامریه (شومرون) تسخیر شد. بر اساس کتاب مقدس (دوم پادشاهان ۱۸:۱۱) آشوریان یهودیان پادشاهی اسرائیل را به سرزمین مادها اخراج کردند. بر اساس کتاب توبیاس که فقط توسط کلیسای کاتولیک و ارتدوکس مورد قبول است در ری و اکباتان افرادی از قبیله نفتالی از ده قبیله گمشده وجود داشتند.

## یهودیان در زمان کوروش بزرگ

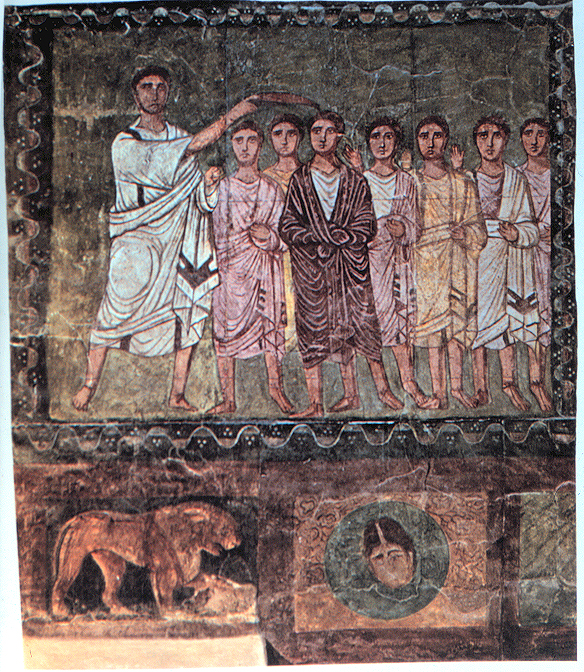
ساموئل نبی در حال مسح کردن داوود توسط روغن مقدس به عنوان شاه یهودیان. مسیحا در یهودیت پادشاهی است که توسط خداوند به عنوان شاه یهودیان انتخاب شده است و کوروش تنها غیریهودی (جنتیلی) است که این لقب به او اهدا شده است.

در سده شش پیش از میلاد یهودیان سه بار از سرزمین اسرائیل اخراج شده و در بابل توسط بخت النصر به اسارت گرفته شدند. این رویدادها در کتاب ارمیا (۵۲:۲۸–۳۰) تعریف شده‌اند. در اولین اخراج در زمان جهویاشین در ۵۹۷ پیش از میلاد بخشی از معبد سلیمان ویران شد و بعضی نخبگان اخراج شدند. بعد از ۱۱ سال یهودیان شورش کردند و شهر غارت شد و اخراجهای بیشتری شکل گرفت. پنج سال بعد ارمیا به یک اخراج دیگر اشاره می‌کند. پس از اینکه هخامنشیان توسط کوروش بر بابلیان پیروز شدند، یهودیان اجازه بازگشت به سرزمینشان را پیدا کردند (۵۳۷ قبل از میلاد). کوروش به آن‌ها اجازه داد که دین خود را آزادانه پیروی کنند که اینکار برخلاف حکمرانان آشوری و بابلی پیشین بود. شرح دستور کورش و بازگشت یهودیان به اورشلیم و تکمیل معبد دوم در کتاب عزرا-نحمیا ذکر شده است.

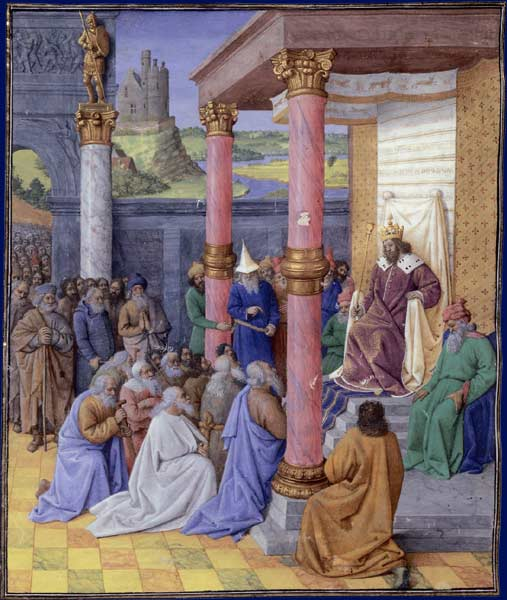
کورش کبیر یهودیان را آزاد کرده و اجازه بازگشت به اورشلیم و ساخت معبد را می‌دهد.

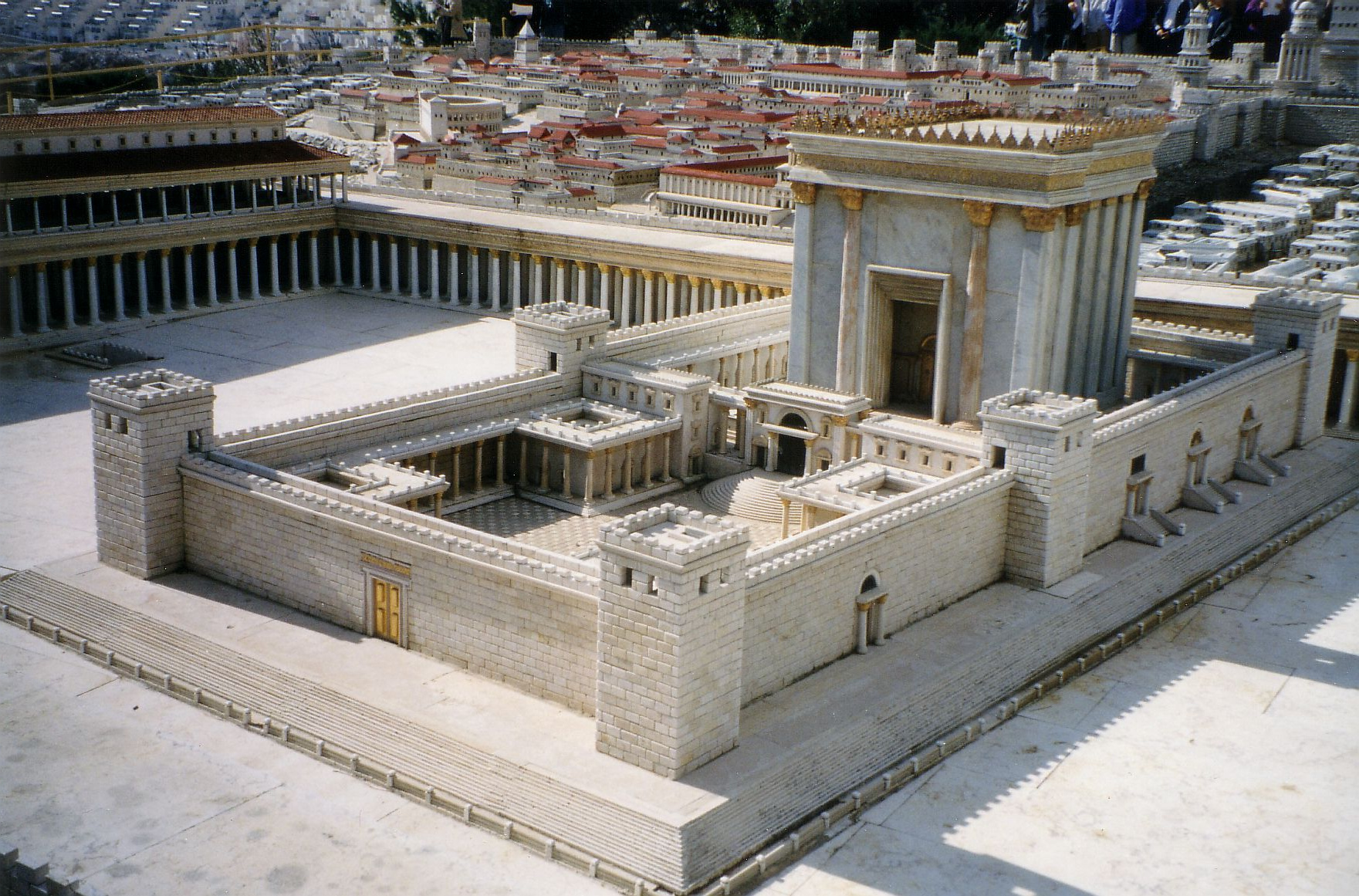
مدل معبد دوم اورشلیم که به دستور کورش شروع شد و توسط داریوش تکمیل گردید. این معبد تا سال ۷۰ پس از میلادی پابرجا بود.

### معبد دوم
کوروش دستور با ساخت معبد دوم در مکان معبد اول داد، اما پیش از پایان آن از دنیا رفت. داریوش، بعد از حکومت کوتاه بردیا، بر امپراتوری ایران حاکم شد و دستور پایان معبد را داد. این کار با مشاوره پیامبران یهودیان حجی و زکریا انجام شد. بنای معبد در ۵۱۵ پیش از میلاد به پایان رسید که این زمان ۲۰ سال بعد از بازگشت یهودیان از اخراج بود.

### هامان و یهودیان
در کتاب استر، هامان یک اشراف‌زاده و وزیر در دربار شاه ایرانی اخشورش است که معمولاً توسط محققان با خشایار یکی دانسته می‌شود. هامان به شاه می‌گوید که در قلمرو او کسانی (یهودیانی) هستند که به قوانین او پایبند نیستند و تصمیم می‌گیرد که یهودیان را از بین ببرد اما این برنامه توسط ملکه یهودی خشایار، استر و عمویش مردخای خنثی می‌شود و در نتیجه هامان و پسرانش به دار آویخته می‌شوند. در کتاب استر نقل شده است که در سه روز بعد از این ماجرا یهودیان از دشمنان خود در سرتاسر امپراتوری ایران انتقام گرفته و ۷۵۰۰۰ نفر از دشمنان خود در سراسر امپراتوری را نابود می‌کنند. این اتفاق همه ساله در عید پوریم که در روز ۱۴ آدار در تقویم یهودی است جشن گرفته می‌شود.
در بعضی تفسیرهای یهودی برخلاف نظر تاریخدانان ذکر شده است که کورش پسر استر بوده است. شاهین شیرازی شاعر ایرانی یهودی نیز در کتاب خود عزرانامه از کورش به عنوان پسر استر نامبرده است. هر چند که این مسئله با تحقیقات تاریخی همخوانی ندارد. ممکن است دلیل این امر توجیه این باشد که چرا خداوند یک جنتیل را به عنوان مسیح یهودیان انتخاب کرده است.

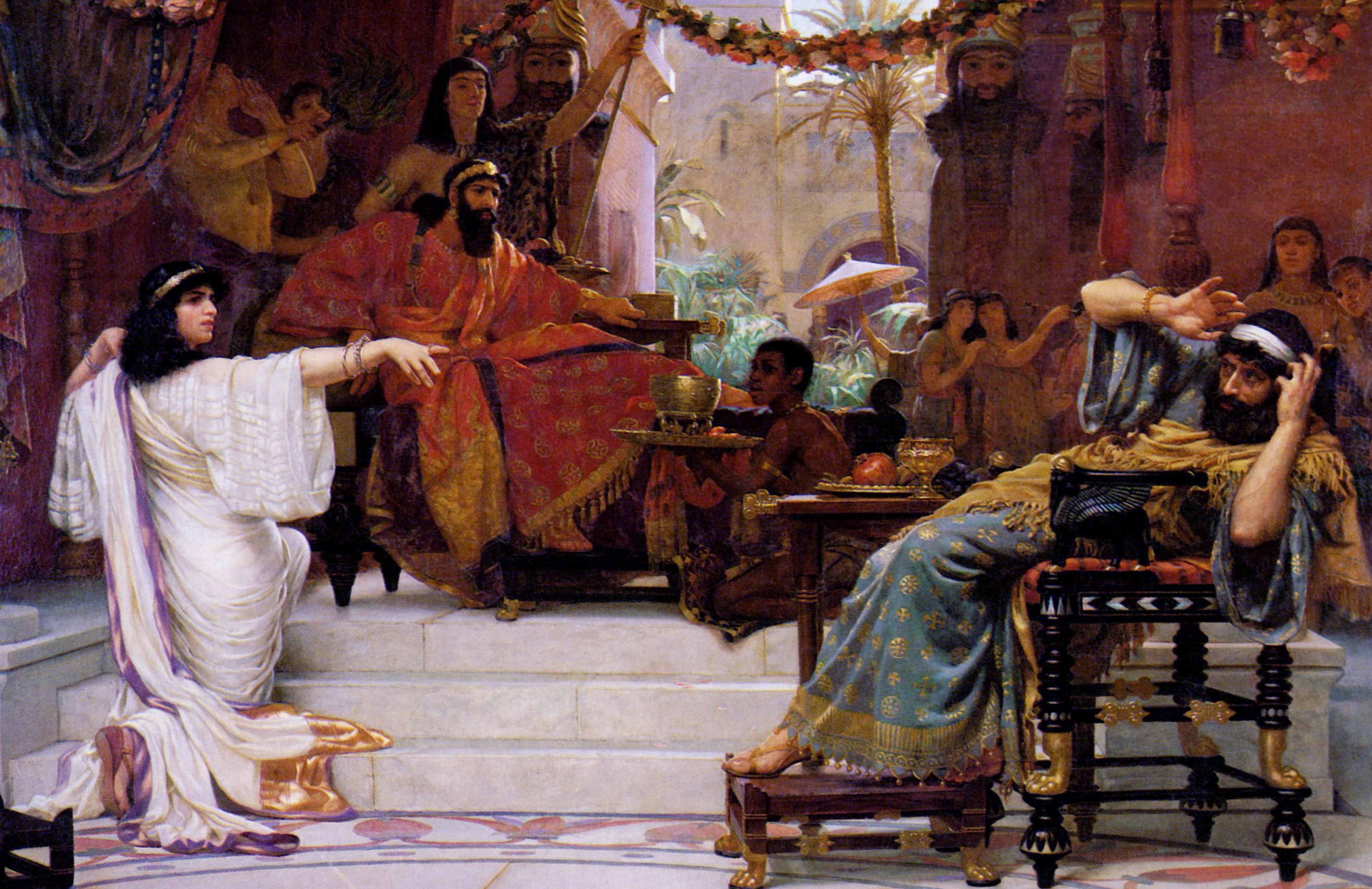
استرهامان را رسوا می‌کند، نقاشی سال ۱۸۸۸ میلادی.

## حکومت اشکانیان
در کتاب‌های یهودی در مورد اشکانیان مطالب کمی وجود دارد و واژه پارتی در آن‌ها نقل نشده است. شاهزاده ارمنی، ساناتروسس به عنوان یکی از جانشینان اسکندر مقدونی یاد شده است. در زمانی بعد از تشکیل حکومت اشکانیان، ارتش پارتی - بابلی توسط یهودیان مورد حمله قرار گرفت. شاه سوریه، آنتیوکوس سیداتس نیز علیه پارتیان اعلام جنگ کرد. پس از اینکه ارتش آن‌ها بر پارتیان چیره شد (۱۲۹ پیش از میلاد)، شاه دستور داد که دو روز آتش‌بس برای شبات یهودیان و شووت انجام شود. در ۴۰ پیش از میلاد، هیرکانوس دوم که در دست یهودیان بود، توسط پارتیان دستگیر شد و آن‌ها گوش او را بریدند تا او را برای حکومت نامشروع جلوه دهند.
حکومت اشکانیان یک حکومت مرکزی قدرتمند نبود و از شاهان کوچک‌تر  متعددی تشکیل می‌شد. این عدم مرکزی بودن دارای مشکلاتی بود که یکی از آن‌ها ایجاد گروه‌های راهزن یهودی در نهاردیا بود. با این وجود شاهان پارتی به خصوص آرساسیدیان نسبت به دینهای دیگر بسیار با مدارا برخورد می‌کردند. حتی گزارش‌هایی نیز از اینکه بعضی از شاهان پارتی به یهودیت گرویدند وجود دارد. شاهان پارتی از یهودیان بسیار محافظت می‌کردند.

## شاهان ساسانی
در حدود سده سوم پس از میلاد، پارسیان دوباره قدرت گرفتند. در زمستان ۲۲۶ اردشیر بابکان آخرین شاه پارتی را سرنگون کرد و سلسله ساسانیان را جایگزین سلسله اشکانیان کرد. با اینکه در زمان پارتیان اثرات یونانی تأثیر زیادی گذاشته بود، شاهان ساسانی تصمیم به گسترش فرهنگ ایرانی گرفتند و زبان پهلوی را به عنوان زبان رسمی و دین زرتشتی را به عنوان دین رسمی برگزیدند. این باعث شد که دینهای دیگر مورد فشار قرار بگیرند. یک کتیبه زرتشتی از موبدان در زمان شاه بهرام دوم دارای لیستی از دینهای دیگر (شامل یهودیت، مسیحیت، بوداییت،...) است که شاهان ساسانی از بین بردند است.
اما شاپور اول با یهودیان بسیار دوستانه بود. او دارای دوستی با نام شموئل بود که به وسیله او یهودیان امتیازات بسیاری گرفتند. بر اساس نوشته‌های ربیها، مادر شاپور دوم یهودی بود و از این رو بر اساس قوانین یهودیت خود او نیز یهودی محسوب می‌شود. این باعث شد که یهودیان امتیازات زیادی بگیرند و در انجام فرائض دینی خود کاملاً آزاد باشند. او همچنین با یکی از ربیهای تلمودی به نام ربا بسیار روابط صمیمی داشت. دوستی ربا با شاپور دوم باعث شد بیشتر قوانین ضدیهودی برچیده شود. پسر شاپور دوم، یزدگرد اول دارای همسری یهودی به نام شوشان‌دخت بود که دختر راس جالوت حنا بار ناتان بود. در بسیاری کتب یهودی نوشته شده است که شوشان‌دخت محله یهودی اصفهان را ایجاد کرد. شوشان‌دخت مادر بهرام گور بود و بر اساس قوانین یهودی او نیز یهودی محسوب می‌شود؛ اما با گذشت زمان روابط مغها (روحانیون زرتشتی) و یهودیان تیره شد. یزدگرد دوم به درخواست مغها دستور ممنوعیت خواندن دعای شما را داد. پیروز یکم به درخواست روحانیون زرتشتی نیمی از جمعیت یهودی اصفهان را کشت و کودکان یهودی را مجبور به زرتشتی شدن کرد. در سال ۴۷۱ میلادی راس جالوت حنا ماری اعدام شد. در سال ۴۹۲ دو دانشمند یهودی مر زترا و مر هنینا به دست ساسانیان اعدام شدند. در زمان خسرو اول مالیات یهودیان کاهش یافت و وضعیت آنان بهبود یافت. یهودیان در حمله ساسانیان به اورشلیم و محاصره اورشلیم در سال ۶۱۴ میلادی به سپاه ساسانی ملحق شدند که باعث شکست خوردن امپراطوری بیزانس و تسخیر اورشلیم شد.

## در دوره حمله اعراب به ایران
حمله اعراب به ایران با یهودیان که در آن زمان توسط ساسانیان به شدت تحت فشار بودند با استقبال مواجه شد. یکی از یهودیان اصفهان در این زمان به نام «ابونعیم» در کتاب «ذکر اخبار اصبهان» می‌نویسد با نزدیک شدن اعراب به اصفهان یهودیان شادمانه به سمت آنان شتافتند و دروازه‌های شهر را باز کردند. ابونعیم می‌نویسد که یهودیان تصور می‌کردند که دوران ظهور مسیحای آنان فرا رسیده است. ابونعیم ادامه می‌دهد که بسیاری یهودیان به همراه سازهای موسیقی به دروازه شهر شتافتند تا از اعراب استقبال کنند. امنون نتصر معتقد است که این داستان نشان می‌دهد که جمعیت یهودیان در این زمان در اصفهان قابل توجه بوده است زیرا در صورتی که یهودیان یک اقلیت بودند انجام چنین کاری دارای خطرات زیادی بود. او معتقد است در زمان حمله اعراب اصفهان شهری صددرصد یهودی بوده است.
بعد از پیروز شدن مسلمانان در ایران، یهودیان، مسیحیان و زرتشتیان دارای شرایط ذمی شدند. ذمیها دارای اجازه برای انجام دین خود بودند ولیکن باید مالیات اضافه‌ای به نام جزیه پرداخت می‌کردند و از شرکت در جنگ نیز معاف بودند. ذمیهای همچنین دارای محدودیت‌های اجتماعی نظیر حمل اسلحه، سوار شدن بر اسب، گواهی دادن در دادگاه علیه مسلمانان بودند و معمولاً باید لباسی می‌پوشیدند که آن‌ها را از مسلمانان متمایز کند. با اینکه بعضی از این قوانین به سختی اعمال نمی‌شد بیشتر آن‌ها تا زمان حمله مغولها پابرجا بود. در این زمان یهودیان بخش بسیار مهمی از جمعیت ایران بودند و بعضی تخمین‌ها آن‌ها را اکثریت جامعه ایران دانسته است.
در قرن دهم میلادی اصطخری جغرافیادان مسلمان نوشته است:

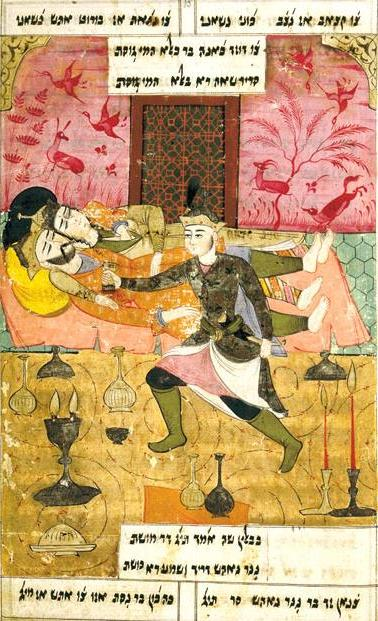
نسخه عبری خسرو و شیرین نظامی گنجوی.

اصطخری همچنین ذکر می‌کند که یهودیان بعد از زرتشتیان و مسیحیان سومین جامعه بزرگ ایران هستند. المقدسی اورشلیمی ذکر می‌کند که جمعیت یهودیان در ایران در این زمان بعد از زرتشتیان بزرگ‌ترین بخش جمعیت بوده است. او ادامه می‌دهد که بیشتر یهودیان در سرزمین مادها (جبال) و در شهرهای همدان، هلوان، نهاوند و قرمیسین (کرمانشاه) یافت می‌شوند. اطلاعات دقیقی از دید یهودیان نسبت به حضور نیروهای اسلامی وجود ندارد. برخی حتی معتقدند یهودیان برای رهایی از فشار حکام ساسانی که در اواخر دوره حکومت خود به شدت به یهودیان فشار وارد می‌کردند به نیروهای اسلامی در فتح مناطق مختلف کمک کردند. بیشتر تاریخدانان یهودی امروزی معتقدند که دید یهودیان نسبت به حمله مسلمانان بسیار مثبت بوده است و یهودیان از مسلمانان با آغوش باز استقبال کردند. تنها داستان ذکر شده در مورد برخورد یهودیان ایران و اعراب مربوط به راس جالوت آن زمان بوستنای است که بنا بر روایاتی دختر یزدگرد سوم، ایزدونداد، به عنوان برده توسط عمر به او داده شد. بوستنای از او صاحب سه فرزند شد ولیکن به‌طور رسمی با او ازدواج نکرده بود. بعد از مرگ بوستنای سایر فرزندان او حاضر به قبول فرزندان شاهزاده ایرانی به عنوان وراث وی نشدند زیرا بوستنای نه با وی ازدواج کرده بود و نه او را به یهودیت گروانده بود.

### مغول‌ها
حمله مغولها به ایران وضعیت یهودیان را بسیار بهبود بخشید. در سال ۱۲۵۵ میلادی مغولها به فرماندهی هولاکوخان به ایران حمله کردند و بغداد را گرفتند و حکومت عباسیان را پایان دادند. مغولها یک زیر شاخه از امپراتوری مغولی به نام ایلخانیان را مستقر کردند. ایلخانیان تمامی دینها را یکسان می‌دانستند و شاهان مغولی مالیات ذمیها را لغو کردند. یکی از شاهان ایلخانی، ارغون خان، حتی یهودیان را به بقیه ترجیح می‌داد و یک یهودی به نام سعدالدوله را به عنوان وزیر انتخاب کرد. این انتخاب شدیداً از طرف روحانیون مسلمان مورد انتقاد قرار گرفت و بعد از مرگ ارغون مسلمانان علیه یهودیان شوریدند.
بعد از اینکه غازان پسر ارغون در سال ۱۲۹۵ به دین اسلام گروید وضعیت یهودیان دوباره به ذمی بازگشت. محمد خدابنده الجایتو، جانشین غازان خان بعضی یهودیان را مجبور کرد که مسلمان شوند. معروفترین این افراد، رشیدالدین همدانی است که پزشک، تاریخدان و بازرگان بود و برای پیشرفت در دربار به دین اسلام گروید؛ ولیکن در سال ۱۳۱۸ او متهم به مسموم کردن محمد خدابنده الجایتو شد و اعدام گردید. سر او توسط مردم تا چند روز در شهر حمل می‌شد و مردم می‌گفتند: «این سر یهودی ای است که از نام خدا سوء استفاده کرد. خدا او را لعنت کند.» حدود ۱۰۰ سال بعد جلال‌الدین میران‌شاه تیموری قبر رشیدالدین همدانی را نابود کرد و بازمانده او به قبرستان یهودیان منتقل شد. در ایران برخلاف دیگر کشورهای اسلامی که یهودیان بعد از گرویدن به اسلام مورد استقبال قرار می‌گرفتند، آن‌ها همچنان مورد شک و سوءظن به دلیل نژاد یهودی خود تا چندین نسل بودند.
بنیامین تودلایی گردشگر یهودی که در قرن ۱۲ میلادی از ایران بازدید کرده است جمعیت یهودیان در ایران را در آن زمان حدود ۲۵۰۰۰۰ نفر تخمین می‌زند. نقش یهودیان ایرانی در گسترش فقه یهودی و تورات و تلمود بسیار ناچیز بوده است.

## حکومت صفوی و قاجار
در زمانی که مذهب شیعه توسط شاهان صفوی به دین رسمی ایران تبدیل گشت وضعیت یهودیان بدتر شد. اسلام شیعه توجه بسیار زیادی به مسئله پاکی و نجاست داشت و یهودیان را نجس می‌دانست. از این رو هرگونه ارتباط بین یهودیان و مسلمانان باعث نجس شدن آنان و نیاز به غسل برای نماز خواندن می‌شد. از این رو شاهان صفوی و بیشتر مردم معاشرت بین یهودیان و مسلمانان را بسیار کم می‌کردند. یهودیان اجازه نداشتند به گرمابه‌های عمومی بروند یا در زیر باران و برف از خانه خارج شوند زیرا ممکن بود نجاست آنان به مسلمانان سرایت کند. یهودیان تا زمان انقلاب مشروطه تنها اجازه داشتند به شغلهایی بپردازند که در نظر مسلمانان کثیف محسوب می‌شد. بعضی از این شغلها عبارت بود از :رنگرزی، خرده فروشی، تخلیه چاه، خوانندگی، نوازندگی و رقاصی. در سال ۱۹۰۵ بسیاری از یهودیان اصفهان به تجارت تریاک اشتغال داشتند. این تجارت بسیار پرسود بود و در رابطه با چین و هند بود. رئیس یهودیان اصفهان با دیوید ساسون و پسران او در ارتباط بود. به دلیل اینکه در دین اسلام سودگرفتن بر روی پول ممنوع محسوب می‌شد این تجارت به صورت کامل در اختیار یهودیان بود. تقریباً تمامی یهودیان شیراز به وام دادن با سود اشتغال داشتند.
در زمان شاه عباس اول ابتدا روابط با یهودیان بهبود یافت. او یهودیان از سراسر ایران را در اصفهان پایتخت جدید خود سکنی گزاند؛ ولیکن در اواخر حکومت او روابطش با یهودیان بد شد و بنا به توصیه یک یهودی مسلمان شده تصمیم گرفت که یهودیان را مجبور کند نشان و لباس خاصی بپوشند. در سال ۱۶۵۶ میلادی تمام یهودیان از اصفهان اخراج شده و مجبور به گرویدن به دین اسلام شدند؛ ولیکن بعد از اینکه معلوم شد که این مسلمانان تازه در خفی یهودی بودند و تنها دلیل مسلمان شدن آن‌ها ندادن جزیه بود دوباره اجازه بازگشت به یهودیت را یافتند؛ ولیکن آن‌ها همچنان مجبور بودند لباسهای مشخص داشته باشند. «کتاب آنوسی» نوشته شاعر یهودی بابایی بن لطف شرح حال بسیاری از گرویدنهای اجباری یهودیان به اسلام بین سال‌های ۱۶۱۷ تا ۱۶۶۲ را بیان کرده است. بر اساس کتاب آنوسی در اصفهان یکی از رهبران یهودیان به اسلام گروید و سپس بقیه یهودیان را متهم به استفاده از سحر سیاه علیه شاه نمود. شاه دستور داد تمامی کتاب‌های یهودی مرتبط با سحر جمع‌آوری شده و سوزانده شوند. شاه سپس برای مجبور کردن یهودیان به گرویدن به اسلام بعضی از آن‌ها را جلوی گروهی از سگان وحشی انداخت. به این وسیله ۷۵ یهودی به اسلام گرویدند.
در زمان نادرشاه افشار که سنی مذهب بود یهودیان دوباره قدرت یافتند و اجازه یافتند در شهر مشهد که برای شیعیان مقدس بود ساکن شوند. نادر روابط بسیار خوبی با یهودیان داشت و حتی تعدادی از آنان را مأمور نگهداری غنائم به دست آورده شده از هندوستان نمود. نادر دستور داد که تورات و زبور به فارسی ترجمه شود. در مقدمه این نسخه کتاب مقدس که هم‌اکنون در موزه ملی یهودی در اورشلیم نگهداری می‌شود آمده است:
یهودیان تجارت گسترده‌ای در مشهد داشتند و با تجار انگلیسی که علاقه خاصی به تجارت با یهودیان داشتند تجارت می‌کردند. یهودیان همچنین به امر بانکداری و جمع‌آوری اطلاعات برای انگلیسی‌ها می‌پرداختند. کتاب «سرگذشت کاشان در باب عبری و گویمی ثانی» نوشته بابایی بن فرهاد شرح حال یهودیان را در زمان حکومت کوتاه افغانیان بر ایران پس از سلسله افشاریان در سال‌های ۱۷۲۲ تا ۱۷۳۰ بیان می‌کند. او گزارش گرویدن اختیاری بسیاری از یهودیان کاشان به اسلام برای رهایی از مالیات جزیه را می‌دهد.
بابایی بن فرهاد در طول کتاب نظر مثبتی نسبت به افغانی‌ها دارد زیرا افغانیان سنی مذهب بوده و دید بهتری نسبت به یهودیان داشتند. شاعر یهودی بنیامین میشائل کاشانی متخلص به آمینا در همین زمان قطعه شعری به فارسی یهودی در مدح اشرف افغان سروده است. نسخه‌ای از این کتاب شعر در مجموعه مؤسسه بن صبی در اورشلیم است.

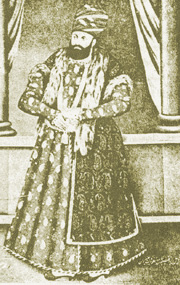
حاج ابراهیم که ناصرالدینشاه او را یهودی می‌دانست در به قدرت رسیدن سلسله قاجاریه و شکست لطفعلی خان نقش بسیار سرنوشت‌سازی داشت.

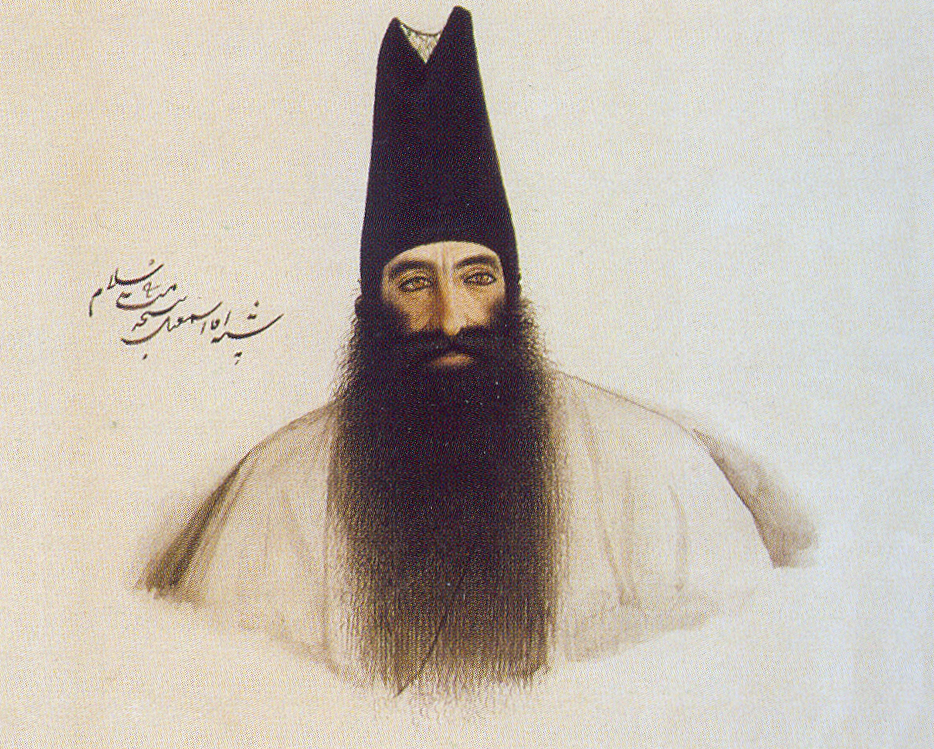
آقا اسماعیل جدیدالاسلام که از خانواده کلیمی اصفهانی بود پیشخدمت مورد علاقه فتحعلی شاه بود.

در زمان شاهان زند روابط با یهودیان پیچیده‌تر شد. کریم خان در شیراز امنیت برای یهودیان ایجاد کرده بود؛ ولیکن سربازان او پس از حمله به بصره تعداد زیادی از یهودیان را کشتند، اموال آنان را غارت کردند و به زنانشان تجاوز کردند. یک انگلیسی، ویلیام فرانکلین که از شیراز پس از مرگ کریم خان زند دیدن کرده بود می‌نویسد: «این مردم (یهودیان) بیشتر از هر مردم دیگر توسط پارسیان مورد نفرت هستند و در هر موقعیت آن‌ها آزار دیده و از آنان اخاذی می‌شود. در خیابانها پسران آن‌ها را دشنام داده و کتک می‌زنند و آن‌ها جرئت ندارند از این مسئله شکایت کنند.» حکومت زندیه با شکست خوردن لطفعلی خان زند از آغا محمد خان قاجار به پایان رسید. در شکست خوردن لطفعلی خان، حاج ابراهیم خان کلانتر نقش مهمی داشت.
ناصرالدین شاه قاجار در دیدار با آدولف کرمیو رئیس سازمان اتحاد جهانی آلیانس در پاریس در سخنان مشهوری دربارهٔ او گفت:
 با اینکه روابط آغا محمد خان و حاج ابراهیم خان کلانتر مثبت بود، فتحعلی شاه قاجار به او اعتماد نداشت و دستور قتل حاجی ابراهیم را داد. دختر حاجی ابراهیم با نخست‌وزیر وقت ازدواج کرد و خاندان قوام شیرازی را ایجاد نمود که تا دو قرن بعد در سیاست ایران پرنفوذ باقی ماندند. روابط قاجار با یهودیان کم‌کم تیره‌تر شد و به دلیل شیعه بودن شاهان قاجار بسیاری ممنوعیتها به زندگی آنان بازگشت. روحانی اعظم دربار فتحعلی شاه قاجار یهودیان را «کثیفترین نژاد بشر» می‌دانست و پزشک او یهودیان را پست‌ترین در نظر خداوند می‌خواند.
استرن، که یک مبلغ یهودی-مسیحی بود پس از بازدید از شیراز در این زمان نوشت که تمامی افراد بازار وکیل از نژاد یهودی هستند که از ترس جان خود دین پدران خود را دائماً انکار می‌کنند. در قرن ۱۹ ج.ج. بنجامین در مورد وضعیت یهودیان ایران می‌نویسد: «آنها مجبورند در بخش مشخصی از شهر ساکن شوند، زیرا آن‌ها موجوداتی کثیف محسوب می‌شوند. آن‌ها با شدت بدرفتاری می‌بینند و اگر در خیابانی که مسلمانان در آن هستند وارد شوند مردم به آن‌ها سنگ و خاک می‌زنند. به همین دلیل آن‌ها اجازه ندارند در باران بیرون روند زیرا باران نجاست آن‌ها را شسته و ممکن است به مسلمانان منتقل کند. اگر یهودی در خیابان شناخته شود مورد بدترین دشنام‌ها قرار می‌گیرد. عابرین به صورت او تف کرده و بعضی وقتها او را به شدت کتک می‌زنند. اگر یهودی وارد یک مغازه شود حق ندارد اجناس را بازرسی کند. اگر دست او با هر جنسی برخورد کند باید بدون بحث و به هر قیمتی آن را خریداری کند. بعضی وقتها ایرانیان به محله یهودیها وارد شده و هر چیزی را که دوست داشتند با خود می‌برند. اگر صاحب این اجناس شروع به دفاع از اموال خود کند ممکن است جانش را از دست بدهد. اگر یهودی در روزهای عاشورا در ماه محرم از خانه خود خارج شود حتماً به قتل می‌رسد.»
در سال ۱۸۶۸ نماینده انگلستان در ایران، سر ویلیام تیلور تامسون در مورد وضعیت یهودیان چنین نوشته است: یهودیان اکثر «بسیار فقیر هستند و به استثنای تهران و بعضی شهرهای اصلی، توسط محمدیان (مسلمانان) مورد ظلم و آزار قرار می‌گیرند.» ناصرالدین شاه در سال ۱۸۷۳ میلادی سفری به اروپا داشت. در این سفر او با نمایندگان انجمن نمایندگان یهودیان انگلستان در لندن و با نمایندگان سازمان اتحاد جهانی آلیانس و آدولف کرمیو در پاریس ملاقات کرد. فشارهای نمایندگان اتحاد جهانی آلیانس باعث شد که ناصرالدین شاه با دادن حقوق برابر به یهودیان، دادن شهروندی به آنان و تأسیس مدارس آلیانس در ایران موافقت کند. اینکار باعث لغو قوانین شرعی اسلامی که در آن اهل کتاب به عنوان اهل ذمه محسوب می‌شدند و نیازمند پرداخت مالیات بیشتر بودند گردید. از این رو دستور شاه با مخالفت شدید مردم و روحانیون شیعه مواجه شد. در سال ۱۸۷۶ میلادی موسی مونتیفیوری موفق شد دولت ایران را مجبور کند که وضعیت یهودیان را بهتر کرده و مالیات آن‌ها را کم کند. در سال ۱۸۸۱ میلادی سر ویلیام تیلور تامسون سفیر انگلستان موفق شد دولت ایران را مجبور به لغو مالیات جزیه بر یهودیان کند.
نامه‌ای از یهودیان تهران در این زمان می‌نویسد با اینکه شاه «یک حاکم درستکار است که تمامی نژاد یهود را مانند سیب چشمش دوست دارد» و افراد دربار «عاشقان یهودیان» هستند ولیکن اکثریت جنتیل (ها-گویم هامون ها-ام) به آزار دادن یهودیان عادت کرده‌اند. در بسیاری موارد دولت مرکزی ایران با اینکه می‌خواست با یهودیان بسیار خوب برخورد کند دارای قدرت کافی در شهرستان‌ها و مناطقی که روحانیون شیعه قدرت داشتند نبود. در یک اتفاق این‌گونه در همدان در سال ۱۸۷۵ میلادی دعوایی بین یک طلافروش یهودی و یک مسلمان رخ داد. مسلمان طلافروش را متهم به کم فروشی کرده بود. در حین دعوا طلافروش متهم شد که نسبت به دین اسلام و پیامبر آن کفرگویی کرده است. جمعیتی که این دعوا را می‌دیدند بسیار خشمگین شدند و طلافروش را به سختی کتک زدند. او برای نجات جان خود فرار کرد و به نزد یک مجتهد مسلمان رفت. مجتهد او را در انبار خانه خود پنهان کرد تا او را تحویل مقامات دولتی دهد؛ ولیکن مردم که بسیار خشمگین بودند در را شکستند و وارد انبار شدند و طلافروش را کشتند و بدنش را آتش زدند. سر ویلیام تیلور تامسون سفیر انگلستان با شاه مکاتبه کرد و درخواست مجازات مسلمانان را نمود. شاه به تمامی مردم مسلمان شهر مالیات اضافه‌ای بست. اینکار باعث خشم بسیار شدید مردم شد، به‌طوری‌که مردم برای سنگسار کردن یهودیان، استاندار و تمامی مأموران دولت جمع شدند. انجمن نمایندگان یهودیان انگلستان از سر ویلیام تیلور تامسون تقدیر زیادی بابت دخالت در این واقعه نمود.
لرد کرزون در مورد تفاوت برخورد با یهودیان در نقاط مختلف در قرن ۱۹ چنین نوشته است: «در اصفهان که حدود ۳۷۰۰ یهودی در آن ساکن هستند وضعیت آنان بهتر از جاهای دیگر است. با اینکه آن‌ها اجازه ندارند کلاه به سر بگذارند، مغاره در بازار داشته باشند، دیواری بلندتر از همسایه مسلمان خود بکشند یا اسب سواری کنند. در تهران و کاشان نیز تعداد آن‌ها زیاد است و وضعیت نسبتاً خوبی دارند. در شیراز وضعیت آنان بسیار بد است. در بوشهر آن‌ها فراوان هستند و نسبتاً وضعیت خوبی دارند.» یک اروپایی دیگر در سال ۱۸۸۰ نوشته است: «نفرت (درون جنتیلهای کرمانشاه) از یهودیان از همه جای ایران به غیر از قسمت مرکزی آن بیشتر است.» در سال ۱۸۶۰ ربی فیشل پس از بازدید از ایران نوشته است که یهودیان اصفهان از "همه طرف توسط جنتیلهاً مورد هجمه قرار می‌گیرند.
یک اروپایی دیگر نیز در مورد وضعیت یهودیان نوشته است:

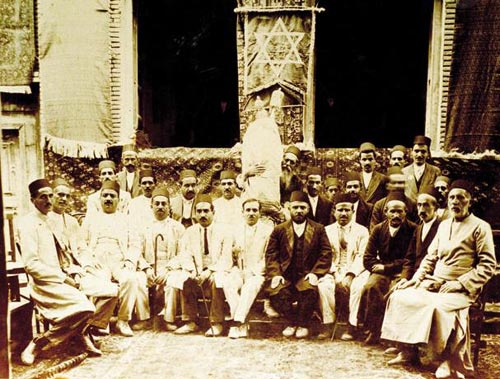
یهودیان همدان در دوران قاجار.

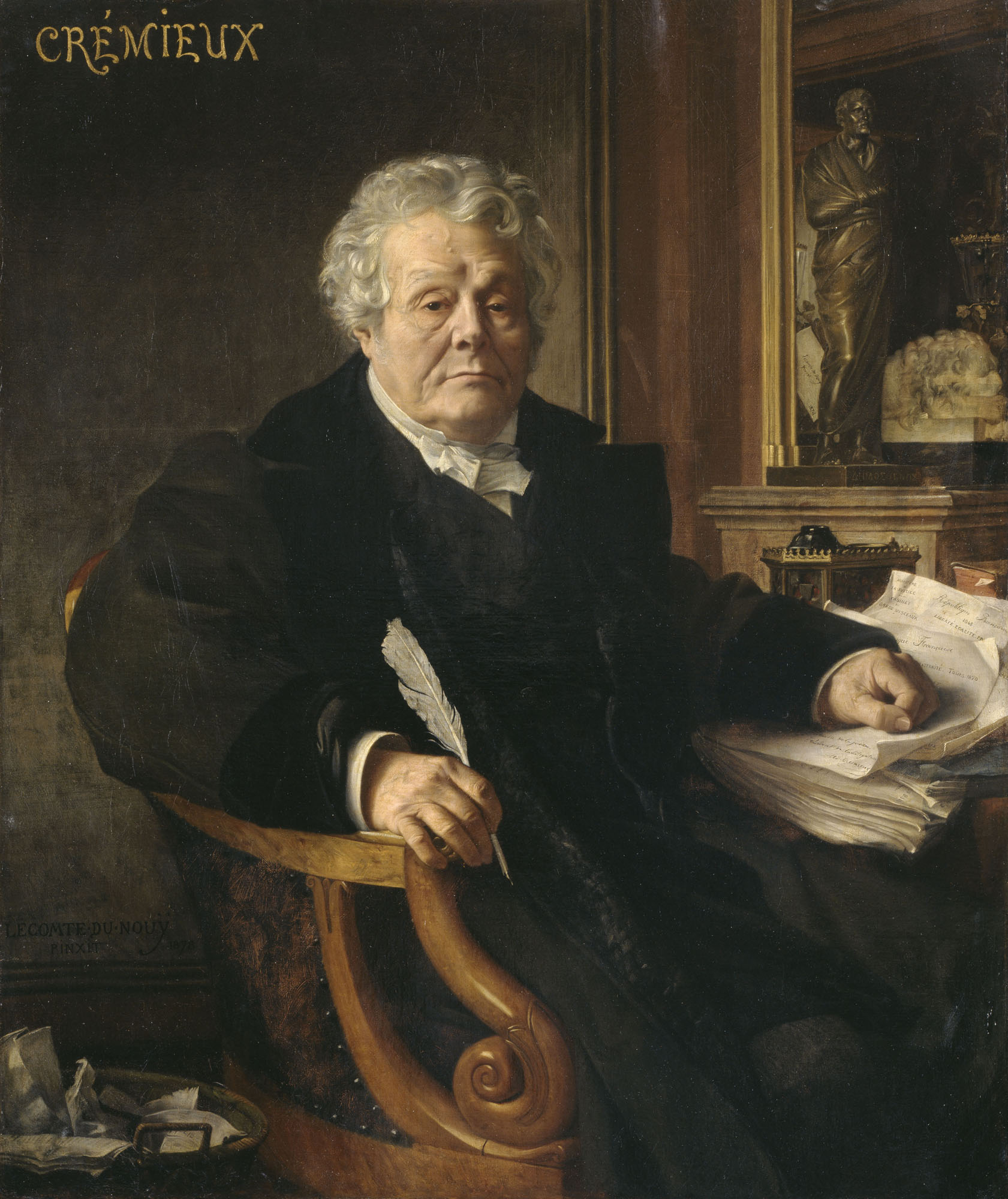
آدولف کرمیو رئیس سازمان اتحاد جهانی آلیانس. سازمان آلیانس در بهبود وضعیت یهودیان ایران آنقدر نقش مهمی داشت که بعضی یهودیان نمایندگان این سازمان را مسیحا (مسیح) یا منجی موعود یهودیان می‌دانستند.

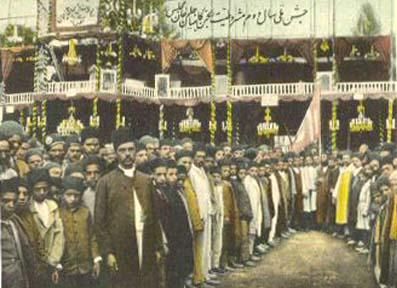
ایرانیان یهودی نقش مهمی در انقلاب مشروطیت داشتند و از آن استقبال کردند زیرا انقلاب بسیاری قوانین ضدیهودی شرعی را لغو کرد. در عکس ایرانیان یهودی در جشن دومین سالگرد انقلاب مشروطه دیده می‌شوند.

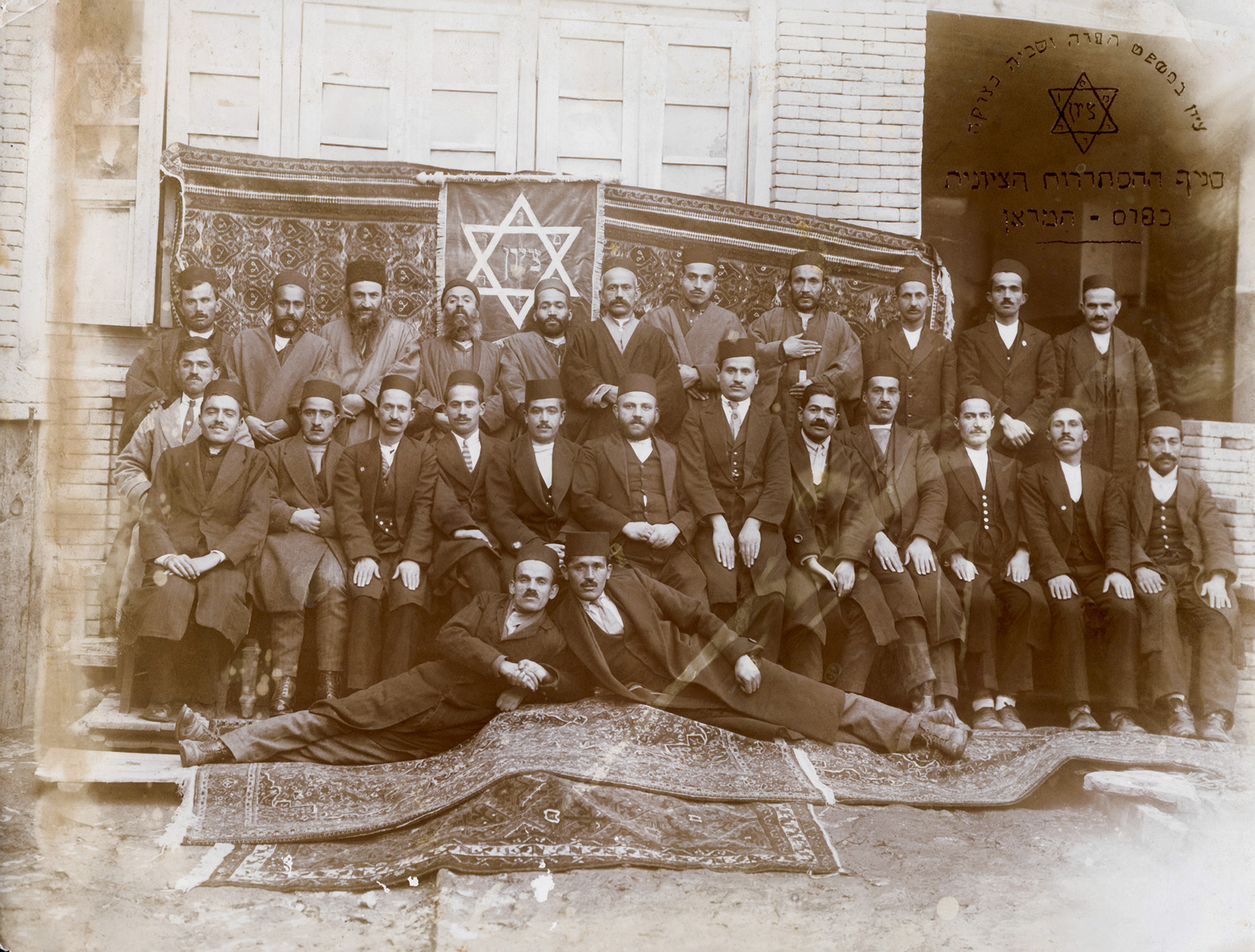
گردهمایی سازمان صهیونیسم ایران سال ۱۹۲۰ میلادی.

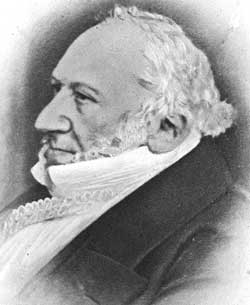
موسی مونتیفیوری در لغو قوانین اسلامی ضدیهودی نظیر جزیه تأثیر بسیار زیادی داشت.

گاهی مخالفت شدید با یهودیان به دلیل ارتباط آنان با بیگانگان و علی‌الخصوص انگلیسیها بود. به‌طور مثال در سال ۱۸۳۶ یک بانکدار یهودی به نام الیاس که در بوشهر برای انگلیسیها کار می‌کرد به دلیل کار کردن در بازار به شدت مورد حمله قرار گرفت. حملات ضدیهودی گاهی با احساسات ضد امپریالیستی همراه بود. در این زمان یهودیان ایران که متوجه قدرت روزافزون یهودیان اروپا در مسائل بین‌المللی شده بودند از آنان درخواست کمک علیه مسلمانان می‌نمودند. در سال ۱۸۴۰ میلادی یهودیان همدان سفیری به نام حاخام نیسیم بار سلوماه به اروپا فرستادند. او ابتدا به لندن رفت و سپس از آنجا به مونترال کانادا مسافرت نمود. او در ۲۸ سپتامبر ۱۸۴۷ با موسی مونتیفیوری ملاقات کرد و از او اسنادی علیه اتهامات ضدیهودی گرفت. این اسناد بعداً توسط بار سلوماه به دولت ایران تحویل داده شد. یکماه بعد از این ملاقات موسی مونتیفیوری به نفع یهودیان ایران با شاه ملاقات کرد. در مونترال کانادا بارسلوماه موفق به اخذ کمک مالی برای یهودیان ایران شد.
در سال ۱۸۳۷ میلادی حاخام رافائل قاسین که حاخامباشی امپراطوری عثمانی بود در این زمان به ایران سفر کرد. او وضعیت یهودیان ایران را بسیار بد یافت و مشاهده کرد که آنان به دست جنتیل‌های اطرافشان آزار می‌بینند. در خراسان و ارومیه یهودیان کشته شدند. در اصفهان به آن‌ها تهمت خون وارد شده بود و در سنندج و همدان اموال آن‌ها گرفته شده بود؛ ولیکن شاه، محمد شاه قاجار، دوست یهودیان و عاشق آنان بود. قاسین می‌نویسد: «من به نزد شاه رفتم و از او درخواست کردم». شاه به خواست قاسین دستور داد که از یهودیان مراقبت شود و مالیات آنان را نیز کم کرد. قاسین گفت «به اینکه محمد شاه یهودیان را بسیار دوست دارد بسیاری از نوکران او دستور ارباب خود را اجرا نمی‌کنند.» به دلیل اینکه شاه دارای قدرت کافی در شهرستان‌ها نبود قاسین تصمیم گرفت از یهودیان اروپا درخواست کمک کند. قاسین شرح مسافرت خود را در کتابی به نام مگید میساریم (شرح آزارها) نوشت و به اروپا فرستاد. یهودیان استانبول نیز در حاشیه این کتاب نوشتارهایی نوشتند.
در سال ۱۸۵۰ اسرائیل بنیامین یک مسافر یهودی از شیراز دیدن کرد. در یکی از روزها او با گروهی از زنان با چادر سفید دیدن کرد. او تصور کرد این زنان مسلمان هستند زیرا چادر آنان برخلاف چادر یهودیان که مشکی بود، سفید بود؛ ولیکن او متوجه شد که این زنان آنوسی بوده که در خفی به یهودیت ادامه می‌دادند. بنیامین به آن‌ها گفت که شاهان اروپایی آماده دخالت برای نجات آنان هستند. اروپاییان شاه جدید، ناصرالدین شاه، را سرنگون نکردند ولیکن به او اعلام کردند که آماده مداخله به نفع یهودیان هستند و در صورت درخواست یهودیان اروپا وی را سرنگون می‌کنند.

بسیاری از یهودیانی که به اجبار به اسلام می‌گرویدند دارای زندگی دوگانه‌ای به صورت آنوسی می‌شدند. این یهودیان در امور بیرون از خانه به نام‌های اسلامی و در درون خانه به نام‌های یهودی شناخته می‌شدند. یکی از یهودیان تازه مسلمان مشهد زندگی یهودیان را این‌گونه بیان می‌کند: 
 بسیاری از این یهودیان مخفی از مسلمانان در دستورهای مذهبی دوآتشه تر بودند.

از سال ۱۸۶۰ میلادی یهودیان ایران از نمایندگان سازمان اتحاد جهانی آلیانس درخواست کمک علیه مسلمانان می‌نمودند. نمونه‌ای از این درخواست‌ها به شرح زیر است:
قبل از باز شدن مدارس آلیانس در ایران تعلیمات یهودی توسط ربیها انجام می‌شد که در زبان فارسی «ملا» نامیده می‌شدند. کلاسها در خانه ملا یا کنیسه برگزار می‌شد. دانشجویان که بین سه تا سیزده سال داشتند در گروه‌ها با یادگیری تورات و تلمود می‌پرداختند. ملا به خواندن تورات و تفسیر آیات آن می‌پرداخت. تنبیه بدنی در این کلاسها انجام می‌شد. دختران احتیاج به شرکت در کلاس نداشتند ولیکن گاهی خواندن و نوشتن یادمی‌گرفتند. نماینده سازمان اتحاد جهانی آلیانس در نظر یهودیان ایران به عنوان «ماشیح» بود که منجی یهودیان ایرانی شده بود.
در قرن ۱۹ اتفاقات بسیاری نظیر قتل یا مجبور کردن به مسلمان شدن به دستور روحانیون شیعه رخ داد. یکی از نمایندگان اتحاد جهانی آلیانس، که یک برنامه یهودی در کشورهای مختلف بود، از تهران در سال ۱۸۹۴ نوشته است: «هر زمانی که یک روحانی می‌خواهد معروف شده و از ناشناس بودن در آید به تبلیغ جنگ علیه یهودیان مشغول می‌شود.» در سال ۱۸۳۰ یهودیان تبریز کشته شدند و در همان سال یهودیان شیراز نیز با زور به اسلام گرویدند. در سال ۱۸۳۹ یهودیان در مشهد کشته شده و مجبور شدند به دین اسلام بگروند؛ ولیکن اروپاییانی که به ایران مسافرت کردند گزارش می‌دهند که یهودیان در خفی همچنان به دین یهودیت پایبند بوده و در واقع مسلمان نشده بودند. یهودیان بارفروش در سال ۱۸۶۶ به زور مسلمان شدند؛ ولیکن بعد از دخالت سفیرهای انگلستان و فرانسه اجازه بازگشت به یهودیت را یافتند با اینکه ۱۸ یهودی کشته شده که دو تن از آنان زنده زنده سوزانده شدند. در سال ۱۹۱۰ یهودیان شیراز متهم شدند که در مراسم مذهبی خود یک دختر مسلمان را به قتل رسانده و از خون او برای پختن نان استفاده کردند (ببینید تهمت خون ۱۹۱۰ در شیراز). مسلمانان بسیار خشمگین شده و به محله یهودیان حمله کردند. در حالی که دولت سربازان را برای دفاع از یهودیان فرستاد. دوازده یهودی کشته شده و بسیاری زخمی شدند. اتحاد جهانی آلیانس بسیاری گزارش‌های دیگر نیز در مورد برخوردهای بین مسلمانان و یهودیان ثبت کرده است. سه سازمان یهودی انجمن نمایندگان یهودیان انگلستان، انجمن یهودی-انگلیسی و اتحاد جهانی آلیانس و دو فرد موسی مونتیفیوری و آدولف کرمیو در تغییر وضعیت یهودیان ایران و لغو قوانین شرعی ضدیهودی نقش بسیار زیادی داشتند.
بسیاری از یهودیان در این زمان به فلسطین مهاجرت کردند. بیشتر یهودیانی که در ایران ماندند برای اینکه از حمایت شاه استفاده کنند به تهران مهاجرت کردند و در محله عودلاجان ساکن شدند.
انقلاب مشروطه هفت سال بعد از تأسیس اولین مدرسه آلیانس (اتحاد) اتفاق افتاد و زندگی یهودیان را بسیار بهبود بخشید. برای اولین بار یهودیان اجازه یافتند در مجلس ایران نماینده داشته باشند؛ ولیکن اولین نماینده یهودی در مجلس به دلیل فشارهای وارده از سوی مسلمانان مجبور به انصراف شد و جامعه یهودی آیت‌الله عبدالله بهبهانی را به عنوان نماینده خود انتخاب کردند. با این وجود یهودیان بعد از انقلاب مشروطه شروع به شرکت فعال در زمینه‌های سیاسی و فرهنگی کردند. در زمان جنگ جهانی اول بسیاری یهودی تحصیل کرده وجود داشتند.

## حکومت پهلوی
حکومت پهلوی برنامه‌هایی پیش گرفت که زندگی یهودیان را بسیار بهبود داد. قدرت روحانیون شیعه کم شد و محدودیت‌ها بر یهودیان برداشته شد. رضا شاه مجبور کردن یهودیان برای گرویدن به اسلام را ممنوع کرده و قانون نجاست یهودیان را لغو کرد. عبری در مدارس یهودی تدریس شد و برای اولین بار روزنامه‌های یهودی نظیر عولم یهود، سینا، یسرائیل، بنی آدم و نیسان منتشر شد. نیسان دارای طرفداران زیادی در بین ایرانیان جنتیل بود. در سال ۱۹۱۵ میلادی دو برادر یهودی، مردخای و آشر بن آوراهام روزنامه شالوم را تأسیس کردند که اولین روزنامه یهودی در ایران بود. این فعالیت‌ها باعث شد که قدرت در جامعه یهودی از بزرگان و ربیها به جوانان تحصیلکرده در مدارس آلیانس منتقل شود. با تأسیس سازمان صهیونیسم ایران این مسئله شدت بیشتری یافت. یهودیان ایران می‌دانستند که «صهیون» نام شهر اورشلیم در کتاب مقدس است. این نام آن‌ها را به این مسئله آگاه کرد که آوارگی یهودیان پایان یافته است و آن‌ها در زمان رستگاری وارد می‌شوند. این مسئله شوق زیادی در بین آنان ایجاد کرد تا از وضعیت بد موجود رهایی یابند. صهیونیست ایرانی عزیز بن یونا نعیم در سال ۱۹۲۰ صهیونیسم را این‌گونه تعریف کرد :
 بعد از اعلامیه بلفور در سال ۱۹۱۷ و تشکیل سازمان صهیونیسم ایران و ارتباط آن با سازمان جهانی صهیونیسم جنبش صهیونیسم در بیان یهودیان ایران شدت یافت. در اوج این اشتیاق، بسیاری یهودیان ایران به اسرائیل مهاجرت کردند. با اینکه یهودیان ایران در این زمان نسبت به یهودیان اروپایی فقیرتر بودند، آن‌ها با اشتیاق شکل (پول جدید اسرائیل) خریداری می‌کردند، به صندوق ملی کمک می‌کردند و نماینده به کنگره صهیونیسم در اروپا می‌فرستادند؛ ولیکن این اشتیاق در بین یهودیان باعث اختلاف‌هایی در مورد رهبر آنان شد و اختلافاتی بین دکتر لقمان نهورایی و شموئل حییم درگرفت.

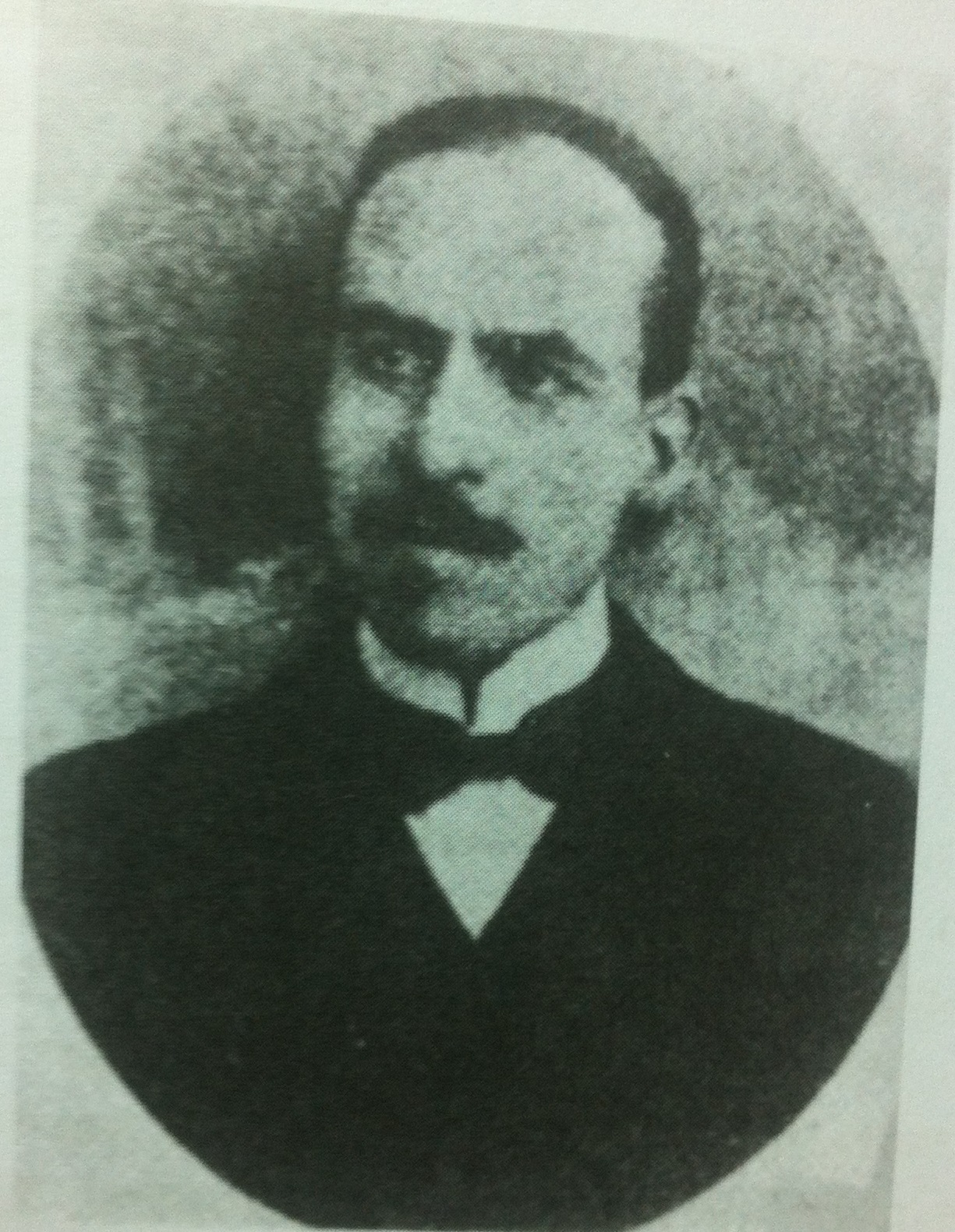
شموئل حییم یا موسیو حییم، رهبر جنبش صهیونیسم در بین یهودیان ایران و مؤسس روزنامه هاحییم که در سال ۱۹۳۱ اعدام شد.

یهودیان ایران بار دیگر از سازمان‌های صهیونیسم بین‌المللی نظیر سازمان جهانی صهیونیسم درخواست کمک کردند. آن‌ها درخواست کمک مالی و معنوی برای مهاجرت به اسرائیل نمودند؛ ولیکن در این زمان سازمان جهانی صهیونیسم به یهودیان کمک ارسال نکرد. از این رو یهودیان به سمت شاه متوجه شدند. در این زمان رضاشاه در درگیری با روحانیون شیعه که اکثراً به شدت یهودستیز بودند بود؛ ولیکن شاه با اینکه از یهودیان حمایت می‌کرد، ارتباط آنان با یهودیان اروپا و شوقهای صهیونیستی آنان را با دید ملیگرایانه در تضاد می‌دانست. برنامه‌های زیادی برای «ایرانی سازی» یهودیان به دستور شاه انجام شد. به دستور رضاشاه مالیات جزیه بر یهودیان، قانون به ارث بردن یهودی مسلمان شده از تمام ارث و مجازات نشدن مسلمانی که یهودی را کشته باشد لغو شد. در تمامی شهرهای ایران یهودیان از محله‌های یهودی خارج شدند و در تمامی شهر پخش گردیدند. در ابتدا این برنامه ایرانی سازی یهودیان با موفقیت همراه بود و ملی گرایان یهودیان را با آغوش باز پذیرفتند. آن‌ها می‌خواستند نشان دهند که دید آنان به دید مذهبی مسلمانان متفاوت است. یهودیان ایران مشتاقانه شروع به حمایت از جشن‌های ملی ایرانیان نظیر نوروز نمودند و از تاریخ ایران قبل از اسلام با غرور سخن گفتند. بسیاری از آن‌ها نام‌های یهودی خود را با نامهای ایران قبل از اسلام جایگزین نمودند.

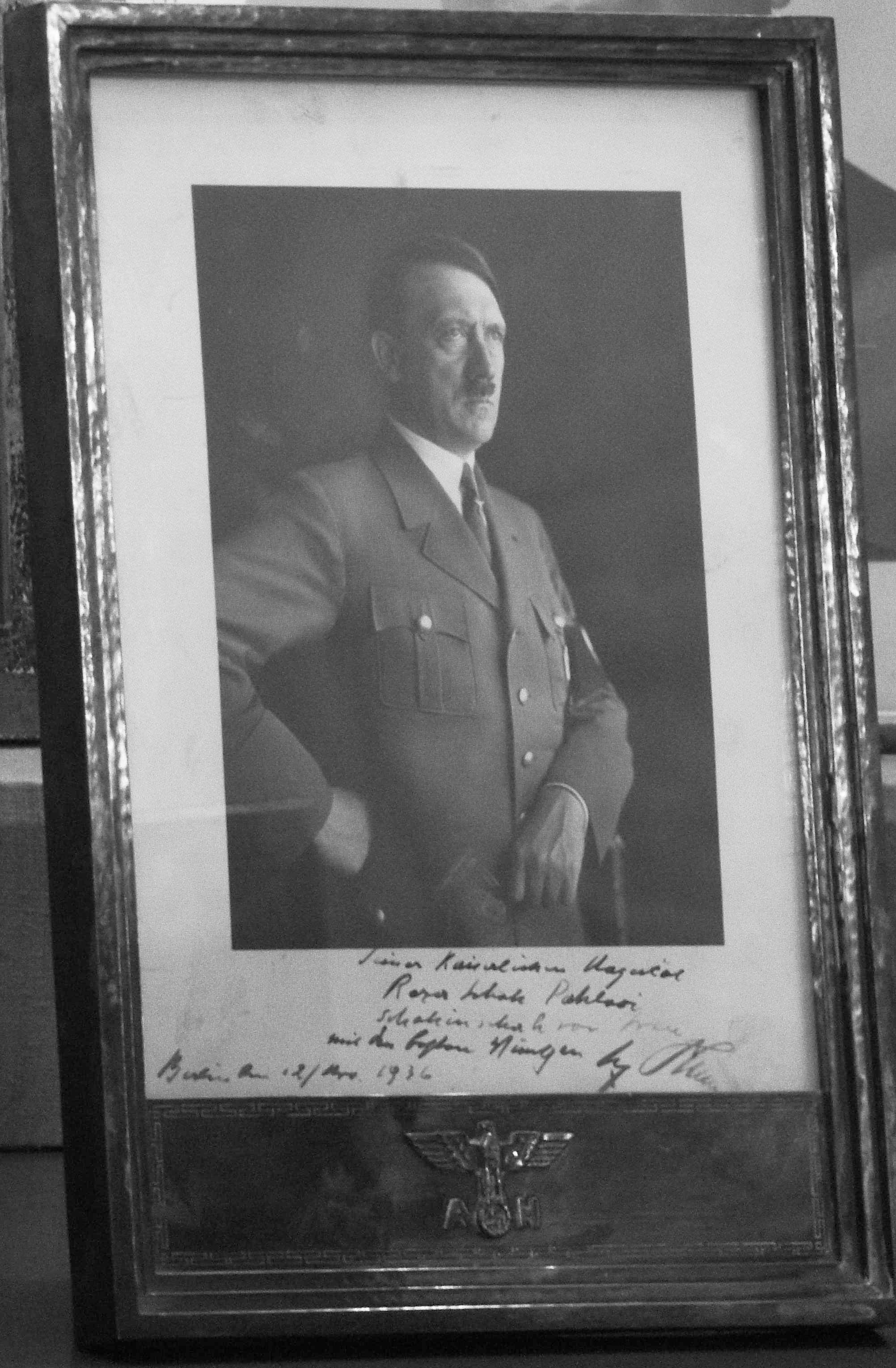
تصویر امضاء شده هیتلر که برای رضا شاه پهلوی فرستاده شد. در زیر تصویر نوشته شده است، برای شاهنشاه ایران، با بهترین آرزوها، ۱۲ مارس ۱۹۳۶ برلین، با امضای آدولف هیتلر.

با شدت گرفتن فعالیت‌های صهیونیستی و ارتباط یهودیان ایرانی با یهودیان اروپا، رضاشاه که تصمیم داشت اقوام مختلف ایران را تحت لوای ناسیونالیسم متحد کند نسبت به یهودیان بدبین شد و تمایلات یهودستیزانه پیدا کرد. او بیشتر با کمونیسم مخالف بود ولیکن دید مثبتی نیز به صهیونیسم نداشت. از این رو در سال ۱۹۲۰ مدارس یهودی تعطیل شد. به علاوه رضا شاه تمایلات زیادی نسبت به آلمان نازی پیدا کرد و یهودیان از اینکه مورد آزار قرار بگیرند نگران بودند. اختلافات زیادی بین رضاشاه و جامعه یهودی درگرفت. شموئل حییم مؤسس روزنامه حییم و یکی از رهبران جنبش صهیونیسم در بین یهودیان ایران دستگیر شد و چند سال بعد در یک دادگاه نظامی به جرم توطئه برای ترور شاه و تلاش برای تبدیل ایران به جمهوریت اعدام گردید.

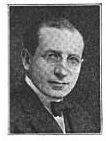
حاخام (ربی) جوزف شائول کورنفلد سفیر آمریکا در ایران.

با قدرت گرفتن ایالات متحده آمریکا در عرصه بین‌المللی، سازمان‌های یهودی آمریکایی نظیر کمیته مشترک توزیع آمریکایی یهودی نیز ارتباط زیادی با یهودیان ایران برقرار کردند. در زمان قحطی سال ۱۲۹۸–۱۲۹۶ ایران آلبرت لوکاس نماینده کمیته مشترک توزیع آمریکایی یهودی موفق شد از دولت آمریکا کمک ۱۵ هزار دلاری (معادل ۲۰۰ هزار دلار امروزی) دریافت کند. این کمک‌ها بین یهودیان تهران و همدان توزیع شد. در سپتامبر ۱۹۱۸ ۱۰ هزار دلار دیگر توسط کمیته توزیع فیلادلفیا برای یهودیان ایران ارسال شد. از این رو تلفات قحطی در بین یهودیان ایران در مقایسه با جنتیلهای ایرانی بسیار ناچیز بود. هنگامی که محله یهودی در بروجرد مورد حمله لرها قرار گرفت کمیته توزیع کمک‌های زیادی به یهودیان بروجرد کرد. سفیر آمریکا در ایران کالدول نیز نقش مهمی در فعالیت‌های کمیته توزیع داشت.

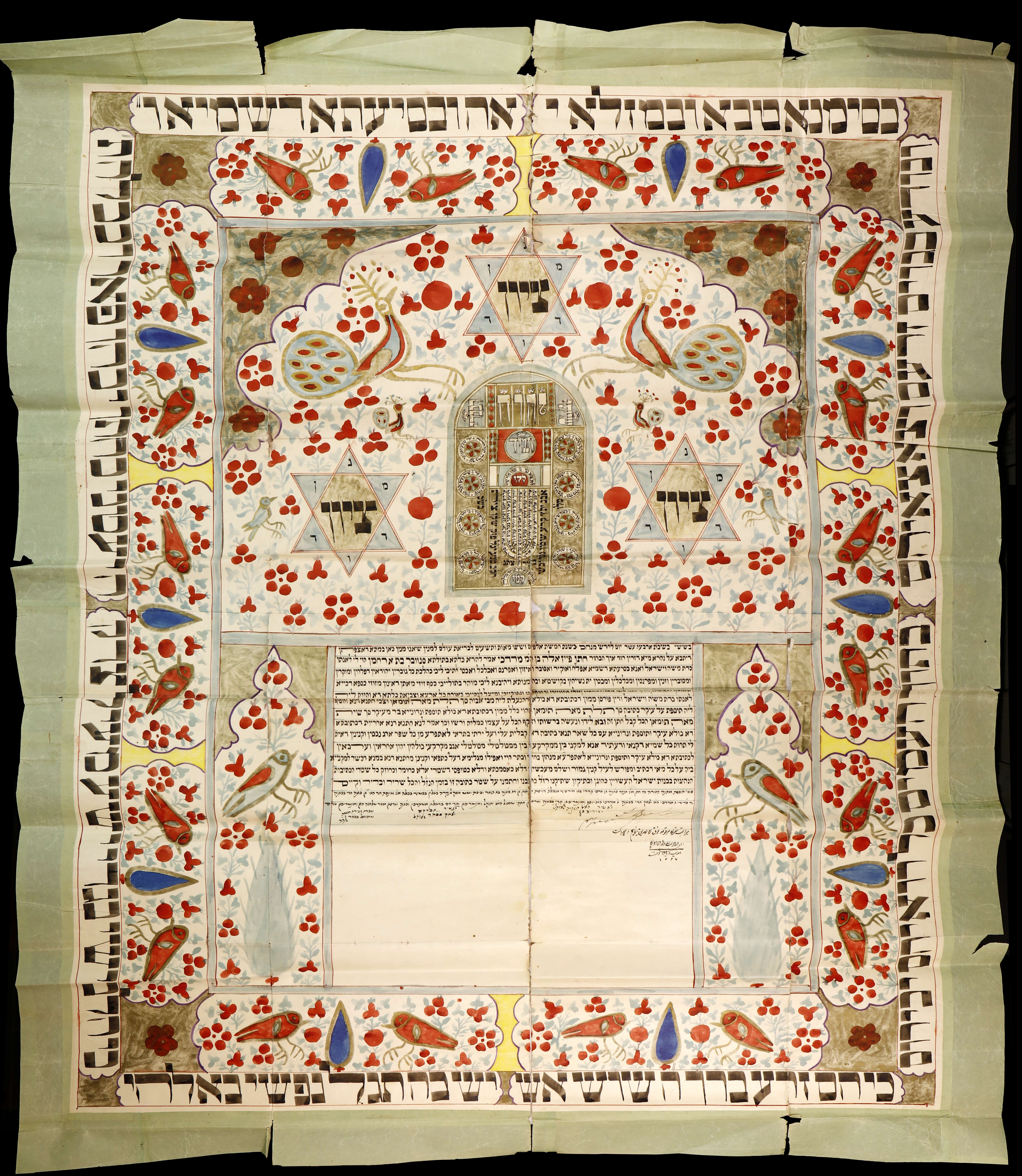
یک کتوبا، یا قرارداد ازدواج شرعی یهودی، یونس و ثریا نظریان، سال ۱۹۳۰ میلادی، آرشیو دیجیتال دانشگاه حیفا.

دولت آمریکا نیز در سال ۱۹۲۱ میلادی یک حاخام یهودی به نام جوزف شائول کورنفلد را به عنوان سفیر خود به ایران فرستاد. این اولین باری در تاریخ ایالات متحده بود که یک حاخام به عنوان سفیر انتخاب می‌شد. شائول کورنفلد در درگیری بین رضاشاه و جامعه یهودیان تهران که منجر به بستن آب توسط رضاشاه شده بود موفق شد از یهودیان ایران حمایت کرده و شاه را وادار به باز کردن آب کند.

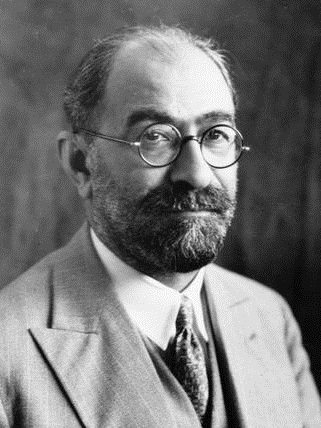
محمد علی فروغی که در اواخر دوران قاجار و دوران پهلوی قدرت زیادی داشت از نژاد یهودی بغدادی بود و به همین دلیل مورد سوء ظن افراد زیادی بود.

اکثریت مردم ایران در این زمان به شدت با یهودیان مخالف بودند. در این زمان ائتلافی نانوشته بین یهودستیزی مذهبی و یهودستیزی ملی-نژادی شکل گرفت. مطالب زیادی در روزنامه‌ها در مورد نژاد برتر ایرانیان و آریایی بودن آنان چاپ می‌شد. نشریاتی نظیر ایرانشهر، فرنگستان و آینده تأکید زیادی بر برتر بودن نژاد آریایی بر نژاد سامی می‌کردند. با اینکه نوک این حملات متوجه اعراب سامی بود یهودیان سامی نیز از گذر تحقیر نژادی مصون نبودند. از این رو اینبار دیگر یهودی نجس نبود، بلکه جزو نژاد پست سامی در مقابل نژاد برتر آریایی بود. از این رو حتی گرویدن به اسلام نیز نمی‌توانست نژاد پست سامی او را تغییر دهد.
شایعات زیادی مبنی بر اینکه هیتلر شخصاً به اسلام گرویده است وجود داشت. بعضی اعلام می‌کردند که هیتلر دارای اسم مسلمان حیدر (لقب امام علی) است و برگردن او گردنبندی با تصویر امام علی وجود دارد. او قصد دارد که بعد از شکست دادن انگلیسی‌های مکار و روسهای ضد خدا و نابودی یهودیان دین واقعی خود را اعلام کند. یک شعر معروف در این زمان می‌گفت: «امام یاور ما، حسین سرور ما، اگر آلمان نرسد، خاک بر سر ما» در سال ۱۹۳۶ دکتر شاخت، رئیس رایشبانک و مغز اقتصادی آلمان نازی به تهران سفر کرد و قراردادهای تجاری مهمی بین دو کشور بسته شد. در سال ۱۹۳۹ دولت آلمان بیش از ۷۵۰۰ جلد کتاب با محتوای دستچین شده به ایران فرستاد. تم اصلی این کتاب‌ها برتر بودن نژاد آریایی و لزوم همکاری بین آلمان و فرهنگ آریایی ایران بود. در سال ۱۹۳۶، ایرانیان به فرمانی در رایشستاگ آریایی خالص خوانده شدند و از قوانین نورنبرگ معاف شدند. همچنین علامت صلیب شکسته به تعبیری مشابه علامتهای زرتشتی دانسته شد.
ساختمان راه‌آهن ایران نیز به دستور مهندسان آلمان نازی تکمیل شد و از این رو این محله در تهران به نازی‌آباد معروف است. در سقف ساختمان علامت صلیب شکسته به کار رفته است. طبق دستور دولت، یهودیان اجازه نداشتند در راه‌آهن و زیر مجموعه‌های آن استخدام شوند. بعد از حمله هیتلر به روسیه در سال ۱۹۴۱ میلادی بسیاری ایرانیان جنتیل امید به پیروزی او و وارد ایران شدن داشتند. افراطیها خود را برای «جهودکشان» آماده می‌کردند و اموال یهودیان را شناسایی می‌کردند. مسئول بخش فارسی رادیو برلین، بهرام شاهرخ در تهییج یهودستیزان ایرانی نقش زیادی داشت. شاهرخ به اصل و نسب یهودی سیاستمداران ایرانی که مخالف آلمان نازی بودند اشاره می‌کرد. او آن‌ها را آنوسی می‌خواند و از مردم درخواست شناسایی و مجازات آن‌ها را می‌نمود. بهرام شاهرخ در زمان عید پوریم همان سال با تهییج مردم آن‌ها را تشویق به انتقام از یهودیان به خاطر کشتار پوریم می‌کرد. هیتلر به دولت ایران قول داده بود که در صورت پیروزی بر شوروی تمامی زمین‌های قبلی ایران را به ایران باز خواهد گردانید. در این زمان شب‌نامه‌های زیادی پخش می‌شد و یهودیان در محلات مختلف شناسایی شده و بر روی خانه‌ها و مغازه‌های آن‌ها صلیب شکسته حک می‌شد.
یهودیان در این زمان برای مقابله با این برنامه‌ها با تعداد زیاد به عضویت حزب توده درآمدند و به تبلیغ دیدگاه‌های کمونیستی می‌پرداختند. بیشتر یهودیان حزب توده از طبقه میانی و پایین جامعه یهودی بودند. این یهودیان اعتقاد داشتند که تنها راه از بین بردن یهودستیزی در بین جامعه ایرانیان کمونیسم است. حزب توده نقش بسیار زیادی در از بین بردن یهودستیزی در بین مردم ایران داشت و تنها حزبی بود که از یهودیان به عنوان عضو استقبال می‌کرد. روزنامه نیسان که از روزنامه‌های بسیار محبوب یهودی بود به صورت علنی از حزب توده و کمونیسم طرفداری می‌کرد؛ ولیکن بعد از ممنوعیت حزب توده در سال ۱۹۵۳ میلادی بسیاری از یهودیان این حزب به صهیونیسم گرویدند.
حضور یهودیان در حزب توده آنقدر زیاد بود که با اینکه یهودیان حدود دو درصد جمعیت ایران بودند، در بین اعضای حزب توده بیش از پنجاه درصد اعضای فعال یهودی بودند. حزب توده موفقترین حزب در نابود کردن یهودستیزی در بین جامعه ایران بود. دلیل دیگر علاقه یهودیان به حزب توده، یهودی بودن سران حزب کمونیسم در روسیه بود. اکثر بنیان‌گذاران جنبش کمونیسم در اروپا نظیر کارل مارکس، لاسال، ویکتور آدلر، ادوارد برنشتاین، کارل هیرش و بسیاری دیگر یهودی بودند. به گزارش پلیس تزار بیش از هفتاد درصد انقلابیون روسیه یهودی بودند. بسیاری از این یهودیان در زمان انقلاب روسیه از دشمنان یهودستیز خود انتقام گرفتند. اکثر رهبران حزب بلشویک نیز یهودی زاده بودند. افرادی نظیر لئون تروتسکی، گریگوری زینوویف، لو کامنف، کارل رادک و بسیاری دیگر در رده بالای حزب بلشویک یهودی بودند. به همین دلیل یهودیان ایران نیز تمایل بسیار زیادی به حزب توده داشتند. در کمیته مرکزی حزب توده یک نفر یهودی و در نشریات آن بیش از ده یهودی نویسنده متبحر وجود داشتند. همچنین در حوزه‌های دانش آموزی، دانشجویی و کارگری حزب توده ده‌ها مسئول یهودی وجود داشتند. بسیاری رهبران کنونی و گذشته جامعه یهودیان ایران نظیر هارون یشایایی و عزیز دانش راد جزو اعضای حزب توده بوده‌اند.

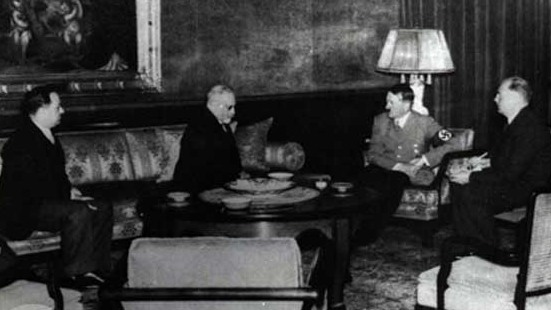
حسن اسفندیاری و موسی نوری اسفندیاری سفیران ایران در آلمان نازی با آدولف هیتلر دیدار می‌کنند.

یهودیان از اشغال ایران توسط متفقین حمایت کردند و آن را جلوگیری از همکاری احتمالی ایران با آلمان نازی می‌دانستند. همچنین یهودیان ملی‌گرایی رضاخانی را عاملی در جهت گسترش یهودستیزی در بین جامعه ایرانی تصور می‌کردند. از نظر اقلیت یهودی اشغال ایران از نابودی احتمالی آنان جلوگیری می‌کرد. بسیاری از یهودیان اصفهان که در زمان نزدیک شدن ایران به آلمان نازی به استانبول گریخته بودند با اشغال ایران توسط نیروهای روسی و انگلیسی به اصفهان بازگشتند. اشغال ایران توسط انگلیس وضعیت یهودیان در ایران را بسیار بهبود بخشید و بسیاری قوانین ضدیهودی لغو شد.
درسال ۱۹۵۰ میلادی سازمان یهودی-روسی ORT اقدام به تأسیس اولین هنرستان در تهران برای یهودیان ایران نمود. این هنرستان که در خیابان دماوند واقع شده بود رشته‌های فنی را به یهودیان ایران آموزش می‌داد. در ادامه همان سال شعبه زنان این هنرستان نیز افتتاح شد. تا سال ۱۹۵۴ دو شعبه دیگر در اصفهان و شیراز نیز افتتاح شد و تعداد دانشجویان این هنرستان به حدود ۲۰۰۰ نفر رسید. فعالیتهای ارت تا بعد از انقلاب ایران ادامه داشت تا اینکه در سال ۵۸ این هنرستان ملی شد و نام آن به هنرستان فلسطین تغییر یافت.

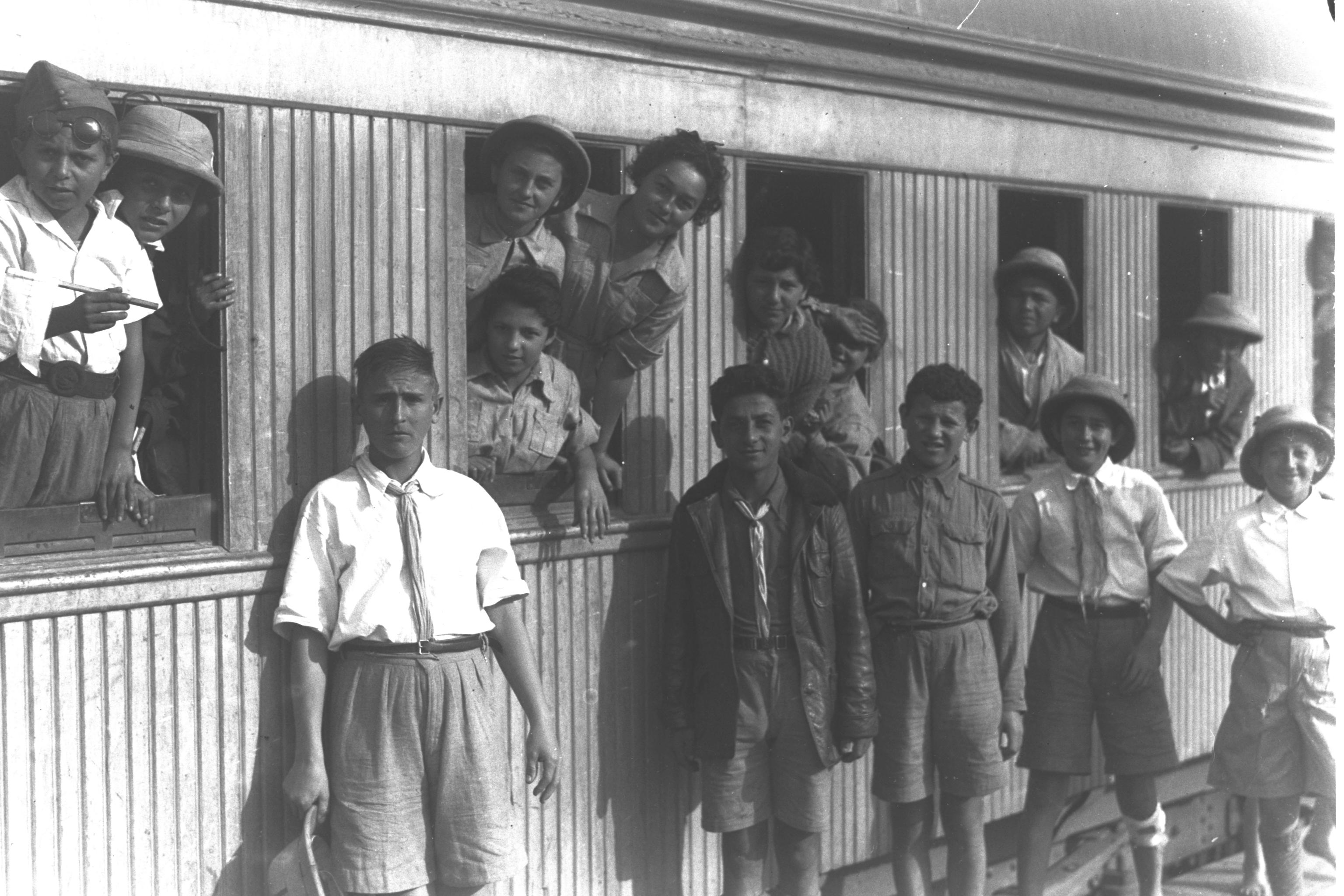
گروهی از کودکان یهودی لهستانی در برابر راه‌آهن تهران.

در زمان جنگ جهانی دوم و حمله آلمان به لهستان دولت ایران به یهودیان لهستان آواره اجازه داد به ایران بیایند. در اوائل سال ۱۹۴۲ میلادی حدود هشتصد کودک یهودی لهستانی از طریق شوروی به ایران منتقل شدند. در اردوگاه دوشان تپه به دستور دولت مکان موقتی برای آنان تهیه شد. این کودکان بعدها به «کودکان تهران» معروف شدند. کنیسه‌ای نیز برای آنان به عنوان کنیسه لهستانیها در تهران موجود است. شهر اصفهان مدتی به نام شهر کودکان یهودی لهستانی شهرت داشت زیرا هزاران یهودی لهستانی در این شهر ساکن شده بودند. یهودیان ایران کمک‌های زیادی به این کودکان یهودی لهستانی کردند تا اینکه در ۱۸ فوریه سال ۱۹۴۳ این یهودیان از طریق کانال سوئز به اسرائیل منتقل شدند. بعد از اینکه سازمان ملل تأسیس کشور اسرائیل را اعلام کرد شماری از یهودیان عراق نیز برای فرار از دست مردم به ایران آمده و از طریق ایران به اسرائیل رفتند. در سال ۱۹۴۸ نیز گروهی از یهودیان بخارا از طریق خراسان و کرمانشاه به اسرائیل رفتند.

بعد از جنگ جهانی دوم ملیگرایی یهودیان ایران شدت گرفت و روزنامه یهودی اسرائیل به شدت به ملیگرایی می‌پرداخت؛ ولیکن با این وجود یهودیان ایرانی در بین جامعه اندیشمندان ایرانی سکولار مورد استقبال نبودند و مورد شک و سوءظن بودند. تنها دوگروه در بین ایرانیان از یهودیان استقبال می‌کردند :بهاییان و کمونیستها. بسیاری یهودیان به این دلیل به حزب توده گرویدند. آن‌ها به همراه اتحاد جماهیر شوروی از تأسیس کشور اسرائیل حمایت می‌نمودند. نماینده اسرائیل آوراهام بیر که به تهران در سال ۱۹۴۵ سفر کرده بود می‌نویسد :"
شایعات زیادی وجود داشت که محمد علی فروغی معروف به ذکاء الملک از خانواده یهودی الاصل و از یهودیان بغداد بوده است. فروغی که در زمان رضا شاه قدرت زیادی داشت مورد شک و سوء ظن افراد زیادی نظیر ملک الشعراء بهار بود. در زمان روی کار آمدن محمدرضا پهلوی ملک الشعراء بهار شعر زیر را به صورت هشدار به شاه جوان سرود:

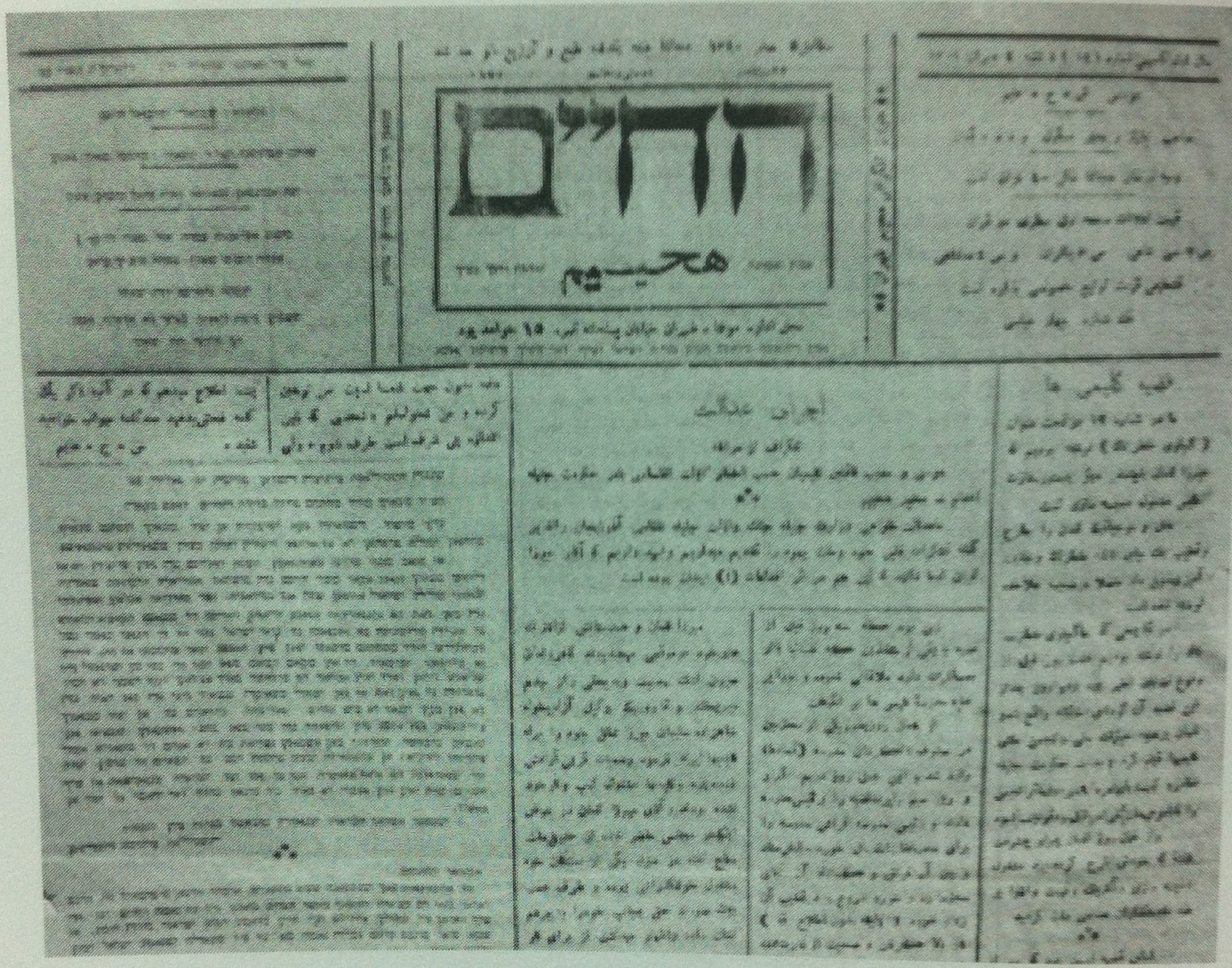
روزنامه ایرانیان یهودی به نام ها-حییم که در بین سالهای ۱۹۲۱–۱۹۲۵ منتشر می‌شد.

در زمان تشکیل دولت اسرائیل در سال ۱۹۴۸ احساسات ضدیهودی شدت یافت و این مسائل تا سال ۱۹۵۳ که دکتر محمد مصدق قدرت داشت ادامه یافت. شخص مصدق نیز با تشکیل دولت اسرائیل مخالف بود و آن را نشانه‌ای از امپریالیسم می‌دانست. ایران با روی کار آمدن مصدق سفارت خود را در اورشلیم تعطیل نمود. با این وجود مصدق روابط خوبی با یهودیان ایران داشت. بسیاری از بازاریان، روشنفکران و نویسندگان یهودی در جنبش ملی مصدق به او کمک کردند. مهم‌ترین فرد در این زمینه، مشفق همدانی بود که سردبیر روزنامه کیهان بود و به همراه مصدق در سفر آمریکا ناظر و مدافع نهضت ملی بود. یهودیان طرفدار مصدق در مقایسه با یهودیان توده‌ای اکثراً افرادی مسنتر و جا افتاده تر بودند که قصد داشتند در وضعیت موجود به کار ادامه دهند ولیکن یهودیان توده‌ای جوان‌تر و آرمانگراتر بوده و قصد تغییر تمامی سیستم‌های اجتماعی را داشتند.
مهم‌ترین دشمن اسرائیل در دولت در این زمان دکتر حسین فاطمی وزیر امورخارجه بود. حسین فاطمی در روز استقلال اسرائیل در آوریل سال ۱۹۵۳ دفتر آژانس یهودی تهران را تعطیل کرد؛ ولیکن بعد از چندین ماه دوباره این دفاتر بازگردیدند. او قراردادی را که هواپیمایی اسرائیلی ال-ال داشت لغو کرد و به هواپیماهای اسرائیلی اجازه فرود در تهران را نداد. فاطمی در این زمان گاه به گاه نوشتارهای نیمه رسمی مبنی بر اینکه ایران اسرائیل را دیگر به رسمیت نمی‌شناسد منتشر می‌کرد؛ ولیکن به‌طور رسمی هیچگاه ایران سندی مبنی بر به رسمیت نشناختن اسرائیل منتشر نکرد. مصدق با اینکه از فاطمی پشتیبانی می‌کرد، به مذاکراتی برای قرارداد بین بانک ملی ایران و بانک لوئمی در اسرائیل کمک کرد که باعث ادامه مناسبات تجاری بین ایران و اسرائیل شد.
در زمان مصدق قدرت حکومت مرکزی که از یهودیان محافظت می‌کرد کاسته شد و روحانیون شیعه قدرت یافتند و احساسات ضدیهودی افزایش یافت. در این زمان حدود ۱/۳ جمعیت یهودیان ایران به اسرائیل مهاجرت کردند. دیوید لیتمان نوشته است که جمعیت مهاجران یهودی ایرانی به اسرائیل بین سال‌های ۱۹۴۸ تا ۱۹۷۸ حدود ۷۰۰۰۰ نفر بوده است.
بعد از اینکه دولت محمد مصدق سرنگون شد و محمدرضا شاه پهلوی سرکار آمد یهودیان بهترین شرایط خود را در ایران تجربه کردند. در سال ۱۹۷۰ فقط ۱۰ در صد از یهودیان فقیر محسوب می‌شدند. ۸۰ درصد طبقه متوسط و ۱۰ درصد بسیار ثروتمند بودند. در سال ۱۹۶۸ یهودیان ایرانی ثروتمندترین یهودیان در تمامی قاره آسیا و آفریقا بودند. جمعیت یهودی در این زمان تقریبه به طول کامل شهرنشین شدند. در سال ۱۹۶۸ ۷۲ درصد از یهودیان ایران در شهرها زندگی می‌کردند.
با اینکه یهودیان فقط درصد بسیار کمی از جمعیت ایران را تشکیل می‌دادند در سال ۱۹۷۹ دو عضو از ۱۸ عضو آکادمی علوم ایران، ۸۰ نفر از ۴۰۰۰ استاد دانشگاه و ۶۰۰ نفر از ۱۰۰۰۰ پزشک ایران یهودی بودند. برای اولین بار در تاریخ ایران، ۵۰ درصد از کودکان یهودی به مدرسه عبری می‌رفتند و زبان عبری به صورت رسمی به آنان تدریس می‌شد. سطح خواندن و نوشتن اقلیت یهودی از ابتدای قرن بیستم بسیار بالاتر از اکثریت مسلمان بود. در زمان اتمام جنگ جهانی دوم بیش از ۸۰ درصد یهودیان سواد خواندن و نوشتن داشتند در صورتی که اکثریت مسلمان بیسواد بودند. در سال ۱۹۶۸ تنها سی در صد مسلمانان خواندن و نوشتن می‌دانستند در صورتی که این رقم در مورد یهودیان بیش از ۸۰ درصد بود. رابطه بسیار نزدیک دولت شاه و کشور اسراییل در بهبود وضعیت اقتصادی یهودیان در ایران نقش بسیار زیادی داشت. جزئیات اینکه چگونه یهودیان ایران در سال‌های بسیار کمی از اقلیتی بسیار فقیر تبدیل به ثروتمندترین اقلیت ایران شدند نیازمند تحقیق و مطالعه بیشتر است.
در زمان جنگ شش‌روزه اعراب و اسرائیل در سال ۱۹۶۷ احساسات ضدیهودی به تحریک روحانیون شیعه بسیار شدید شد. یهودیان شیراز در این زمان از ترس خشم مسلمانان کنیسه‌ها را بیش از ده هفته تا تیشا بآو تعطیل کردند. در نوشتارهای یهودی ثبت شده است که در زمان جنگ، بسیاری جنتیلها تلاش کردند که به محله یهودیان حمله کنند که به وسیله پلیس متفرق شدند.
قبل از سال ۱۹۴۸ بیشتر یهودیان ایران مذهبی بودند و قوانین یهودی را رعایت می‌کردند. ولیکن به دلیل عدم تماس ربیهای ایرانی و ربیهای دیگر یهودیان بعضی رسوم آن‌ها نظیر بستن تفیلین در بین یهودیان ایرانی رایج نیست. نسل‌های بعدی یهودیان ایران کمتر قوانین یهودی را رعایت می‌کنند و ازدواج با غیریهودیان (جنتیلها) در بین آنان افزایش یافت.
قبل از انقلاب اسلامی در ایران ۸۰۰۰۰ نفر یهودی زندگی می‌کردند. از این تعداد ۶۰۰۰۰ نفر در تهران، ۸۰۰۰ نفر در شیراز، ۴۰۰۰ نفر در کرمانشاه، ۳۰۰۰ نفر در اصفهان، شهرهای خوزستان، علاوه بر کاشان، تبریز و همدان بودند.
در زمان انقلاب اسلامی بیشتر ایرانیان یهودی علی‌الخصوص ثروتمندان آنان در تهران و اصفهان و کرمان مهاجرت کردند. جمعیت مهاجران چیزی حدود ۵۰۰۰۰ تا ۹۰۰۰۰ نفر تخمین زده می‌شود.
قبل از تشکیل کشور اسرائیل ارومیه دارای ۷۰۰ یهودی آرامی زبان بود. در سال ۲۰۰۶ فقط دو خواهر یهودی در ارومیه وجود دارند.

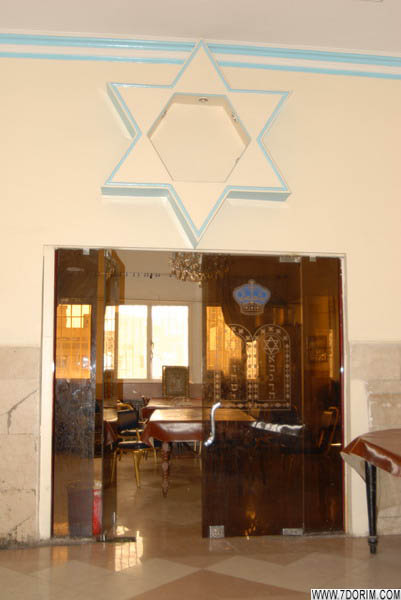
کنیسه ابریشمی در خیابان فلسطین (کاخ سابق) که در سال ۱۹۶۵ میلادی ساخته شد.

با وجود اینکه محمدرضا شاه پهلوی در ابتدای حکومت خود دید بسیار مثبتی به یهودیان داشت در دهه ۱۹۷۰ میلادی او نیز مانند پدرش به یهودیان بدبین شد. در مصاحبه با مارک والاس، خبرنگار یهودی روزنامه نیویورک تایمز، در سال ۱۹۷۶ میلادی محمدرضا پهلوی از نقش بیش از حد یهودیان در کنترل روزنامه‌ها و رسانه‌های ایالات متحده انتقاد کرد و بیان کرد که به دیدگاه او یهودیان با فشار بیش از حد برای منافع اسرائیل مردم دیگر را به خود بدبین می‌کنند.
به دلیل اینکه بیشتر مخالفان شاه در سال‌های آخر حکومت وی که از وی به دلیل نبود آزادی در ایران و حکومت پلیسی، در عرصه بین‌المللی انتقاد می‌کردند یهودی بودند شاه نسبت به یهودیان بدبین شده بود. همچنین نویسنده کتاب معروف سقوط ۷۷ که سقوط شاه را چند سال قبل از سرنگونی وی پیش‌بینی کرده بود نیز یهودی بود. یوسف کهن آخرین نماینده یهودیان در ایران در کتاب خاطرات خود آخرین دیدار سالیانه یهودیان ایران با شاه در سال ۵۷ را با بی‌تفاوتی و بی‌حوصلگی خاصی از جانب شاه بیان می‌کند و می‌گوید شاه بیشتر حملات و تحرکات علیه حکومت خود را توطئه یهودیان می‌دانست.

## جمهوری اسلامی
در زمان تشکیل کشور اسرائیل حدود ۱۴۰۰۰۰ تا ۱۵۰۰۰۰ نفر یهودی در ایران ساکن بودند. بیشتر از ۸۵ درصد این افراد به اسرائیل یا آمریکا مهاجرت کردند. در بین یهودیانی که در ایران ماندند بسیاری هویت یهودی خود را از دست دادند و تعداد زیادی به حزب توده و دیدگاه‌های کمونیستی کشیده شدند. در حین انقلاب ایران بسیاری از یهودیان ایرانی نقش مؤثری در سرنگونی حکومت شاه داشتند. این یهودیان «برخلاف نظر بزرگان قوم خود، به انقلاب ملحق شدند. آن‌ها آرزو داشتند که هویت ایرانی سکولار خود را از دست دهند و در جامعه ایرانی به صورت بهشتی که انقلاب وعده می‌داد حل شوند.» در تظاهرات میلیونی روز عاشورا علیه شاه، ۷۰۰۰ یهودی نیز شرکت کردند. بعضی نوشتارهای دیگر تخمین یهودیان شرکت‌کننده در این تظاهرات را ۱۲۰۰۰ نفر اعلام می‌کند. تقریباً تمامی رهبران جامعه یهودی نظیر حاخام یدیدیا شوفط، حاخام آریل داوودی، حاخام داوید شوفط، حاخام یوسف همدانی کهن، حاخام اسحق بعلنث، و حاخام یادگاران در این تظاهرات شرکت داشتند. شخصیت‌های غیرمذهبی یهودی نظیر عزیز دانش راد، هارون یشایایی، یعقوب برخوردار، هوشنگ ملامد، منوچهر الیاسی و فرنگیس حسیدیم نیز در این تظاهرات شرکت کردند.
این همراهی یهودیان با انقلاب، پلی میان ملت انقلابی و جامعه یهودیان برقرار کرد. سازمان «جامعه روشنفکران یهودی» که از ۱۷ شهریور سال ۱۳۵۷ در تهران پایه‌گذاری شد نقش مهمی در همکاری با انقلابیون داشت. یوسف همدانی کهن و یدیدیا شوفط نقش مؤثری در مدیریت این همکاری‌ها داشتند. در آذرماه سال ۵۷ گروهی از یهودیان با آیت الله طالقانی دیدار کردند و حمایت خود را از انقلاب اعلام کردند. اساسنامه جامعه روشنفکران یهودی ترکیب از هویتهای یهودی، ایرانی، اسلامی و ملی است. بند ۵ اساسنامه اعلام می‌کند که جامعه روشنفکران یهودی در جنگ با امپریالیسم، از جمله صهیونیسم است و آن را بخشی از امپریالیسم جهانی می‌بیند. همچنین این بند اعلام می‌کند که جامعه روشنفکران یهودی در جنگ با تبعیض نژادی و یهودستیزی است.
در دی ماه سال ۵۷ نشریه یهودی تموز شروع به چاپ کرد. در این نشریه نه تنها یهودیان بلکه روشنفکران انقلابی نظیر میرحسین موسوی و زهرا رهنورد نیز به نوشتن مقاله می‌پرداختند. در این زمان ایدئولوژی حاکم بر جامعه یهودی ایران مارکسیستی و کمونیستی بود و این نشریه سعی می‌کرد دیدگاه‌های مذهبی سنتی را به موضوع‌های انقلابی پیوند بزند. هدف اصلی جامعه روشنفکران یهودی این بود که یهودیان ایران را متقاعد کند که از انقلاب پشتیبانی کنند. جامعه روشنفکران یهودی به یکی از سرسخت‌ترین طرفداران انقلاب تبدیل گشت. چندین نفر از اعضای این جامعه در زمان پیش از انقلاب هم‌بند روحانیون انقلابی نظیر آیت‌الله طالقانی بودند.
بیمارستان یهودی سپیر که توسط دکتر روح‌الله سپیر پزشک یهودی پایه‌گذاری شده بود نیز در انقلاب ایران نقش مهمی داشت. در این زمان بیشتر بیمارستان‌های دولتی حاضر به پذیرش مجروحان انقلاب نبودند و بیمارستان سپیر تنها بیمارستانی بود که به این افراد کمک می‌کرد. با اینکه بیمارستان‌های دولتی به ساواک کمک می‌کردند انقلابیون را دستگیر کند، هیچ‌یک از مجروحان بستری شده در بیمارستان سپیر به دست ساواک نیفتادند. بیشتر تظاهر کنندگان مجروح شده در تظاهرات ۱۷ شهریور سال ۱۳۵۷ در بیمارستان سپیر درمان شدند.
در اواخر سال ۱۹۷۸ نماینده یهودیان برای دیدار با آیت‌الله خمینی به پاریس رفت. هدف از این دیدار اعلام حمایت یهودیان ایران از انقلاب بود. آیت‌الله خمینی بعدها نامه تقدیری به بیمارستان سپیر فرستاد و از پرستاری و مداوای انقلابیون توسط مسئولان این بیمارستان تشکر کرد.
ولیکن بعد از انقلاب اسلامی مهاجرت یهودیان از ایران شدت یافت و جمعیت یهودیان از ۱۰۰۰۰۰ به ۴۰۰۰۰ نفر کاهش یافت. در اوائل انقلاب یکی از تجار یهودی به نام حبیب القانیان که رهبر جامعه یهودیان بود دستگیر شده و به جرم فساد، ارتباط با اسرائیل و صهیونیسم، دوستی با دشمنان خدا و امپریالیسم اقتصادی در نهم مه سال ۱۹۷۹ اعدام شد. اعدام القانیان واکنش دولت اسرائیل، کاخ سفید و تمامی سازمان‌های یهودی آمریکایی و بین‌المللی نظیر کنگره جهانی صهیونیسم و اتحادیه ضد افترا را برانگیخت. سناتور یهودی یاکوب یاویتس این اقدام را محکوم کرد و از دولت آمریکا درخواست تحریم اقتصادی ایران را نمود. سه روز بعد از اعدام القانیان گروهی از یهودیان به رهبری حاخام یدیدیا شوفط به قم رفتند و با آیت‌الله خمینی دیدار کردند. در این دیدار آیت‌الله خمینی اعلام کرد که بین یهودیان و صهیونیستها تفاوت قائل است و باور عمومی که همه یهودیان در خفی صهیونیست هستند را قبول ندارد. روزنامه اطلاعات در تیتر اصلی خود نوشت «ما جامعه یهودی را ضد صهیونیست می‌دانیم».
یک هفته بعد از اعدام القانیان سرج کلارسفلد وکیل یهودی فرانسوی که به شکارچی نازیها معروف بود به ایران سفر کرد تا در مورد این اتفاق تحقیق کند. او در ایران با ابراهیم یزدی دیدار کرد و یزدی به او قول داد که هیچ یهودی در ایران به دلیل صهیونیست بودن یا ارتباط با اسرائیل محاکمه نخواهد شد. کلارسفلد در بازگشت از سفر خود به ایران فیلمی تهیه کرد که در آن ادعا کرد دولت ایران القانیان را به دلیل یهودی بودن اعدام کرده است. در ۱۸ مه سال ۱۹۷۹ رهبران صهیونیست آمریکایی از جمله رئیس فدراسیون صهیونیسم آمریکایی، ربی جوزف استرنستاین به دعوت سفارت ایران در آمریکا در محل سفارت حضور یافتند و مورد استقبال مسئولان سفارت قرار گرفتند. در این دیدار مسئولان سفارت ایران بیان کردند که القانیان به دلیل جاسوسی و نه به دلیل صهیونیست بودن اعدام شده است. در این دیدار علی آگاه نماینده دولت ایران بیان کرد که دولت معتقد است «یهودیان ایران به دلیل صهیونیست بودن مورد شک نیستند». او ادامه داد که دولت ایران صهیونیست بودن یهودیان ایران را دلیل بر خائن بودن آنان به ایران نمی‌داند.
در دسامبر سال ۱۹۸۰ سیمون فرزامی روزنامه‌نگار یهودی ایرانی که در روزنامه فرانسوی زبان ژورنال دو تهران کار می‌کرد دستگیر و اعدام شد. دستگیری او بنا به گفته دادستان پرونده به دلیل مدارکی بود که از ساختمان سفارت آمریکا به دست آمده بود که نشان می‌داد فرزامی از سفارت آمریکا مبالغی به صورت ماهیانه دریافت می‌کرده است. اتهام او در زمان اعدام جاسوسی برای ایالات متحده بود.
پس از انقلاب فروش نفت به شدت دچار مشکل گردید. شرکت‌های نفتی اروپایی دفاتر خود را در تهران تعطیل کردند و کارمندان خود را فرخواندند. در این هنگام تاجر اسرائیلی-سوییسی به نام مارک ریچ نمایندگان شرکت خود گلنکور را به تهران فرستاد و دفتر خود را بازگشایی کرد. مارک ریچ بین سال‌های ۱۹۷۹ تا ۱۹۹۵ تنها کسی بود که نفت ایران را صادر می‌نمود. او در زمان جنگ ایران و عراق اسلحه‌های مورد نیاز برای دولت ایران را تأمین می‌نمود. به دلیل همین فعالیت‌ها دولت آمریکا او را به نقض تحریمهای ایران مجرم شناخت و مارک ریچ سال‌ها در لیست ده نفر مورد تعقیب اف‌بی‌آی بود تا اینکه بیل کلینتون در روز آخر کاری خود وی را مورد عفو قرار داد. مارک ریچ در کتاب خاطرات خود به نام پادشاه نفت ادعا کرده است که او نفت ایران را از طریق یک خط لوله مخفی به اسرائیل صادر می‌کرده است و هر دو دولت ایران و اسرائیل از این مسئله آگاه بوده‌اند. مارک ریچ همچنین بنا به گفته خود به موساد کمک‌های زیادی برای انجام عملیات مختلف در ایران می‌رسانده است. گزارش‌های زیادی از روابط تجاری مخفی بین ایران و اسرائیل توسط روزنامه‌های اسرائیلی چاپ شده است؛ بنابراین گزارش‌ها بسیاری شرکت‌های اسرائیلی دارای روابط تجاری گسترده با ایران هستند. (ببینید: روابط غیرسیاسی ایران و اسرائیل).
در زمان جنگ ایران و عراق تمامی اقلیتهای دینی رسمی به غیر از یهودیان در میدان جنگ استفاده شدند. یهودیان در تأمین منابع مالی و تهیه تراکتور و دستگاه‌های سنگین نقش داشتند. تنها در سال ۱۹۸۶ دولت ایران از یهودیان در میدان‌ها جنگ استفاده کرد. قوانین اعزام به جنگ برای مردان در ایران به یهودیان اعمال نشد. یهودیان در سال‌های پایانی جنگ در آن شرکت داشتند ولیکن شرکت آنان در مقایسه با زرتشتیان و ارمنیان بسیار ناچیز بود.
انقلاب اسلامی یهودی‌ستیزی نژادی در جامعه ایران را به‌طور کامل از بین برده است. با وجود اینکه در گذشته یهودیان حتی بعد از گرویدن به اسلام نیز تا چندین نسل مورد شک و گاهی نفرت عامه مردم و حتی قشر تحصیلکرده بودند در جمهوری اسلامی نژاد یهودی مانعی برای پیشرفت اجتماعی یا اقتصادی نیست. حملات نسبت به یهودیان در ایران بعد از انقلاب بسیار ناچیز بوده و حتی از بیشتر کشورهایی که با اسرائیل روابط دوستانه دارند نظیر انگلستان یا فرانسه نیز کمتر است. بسیاری افراد رده بالای حکومت ایران نظیر حبیب‌الله عسگراولادی و حتی روحانیونی نظیر آیت‌الله مکارم شیرازی از نژاد یهودی بودند که این امر مانع پیشرفت آن‌ها در دولت از ابتدای انقلاب نبوده است.
قانون اساسی جمهوری اسلامی ترکیبی متضاد از قوانین انسانگرای غربی و قوانین مذهبی اسلامی است. اصل ۱۹ قانون اساسی که از فرهنگ غربی گرفته شده است اشاره می‌کند که تمامی مردم ایران دارای حق و حقوق مساوی هستند. این اصل با اصل ۱۴ که می‌گوید تمامی مسلمانان باید با غیرمسلمانان بر اساس قوانین اسلامی رفتار کنند در تضاد است.
با فوت آیت‌الله خمینی وضعیت یهودیان ایرانی بهبود یافت. بسیاری از آنان در زمان خصوصی‌سازی ثروتمند شدند و با سیاستمداران جدید روابط بسیار خوبی برقرار نمودند. با این وجود یهودیان به حمایت از حکومت ایران در مجامع عمومی ادامه دادند. در همین حال بسیاری از مردان یهودی به اسرائیل مهاجرت کردند که باعث شد بسیاری زنان یهودی مجبور شوند با مردان غیریهودی (جنتیل) ازدواج کنند.
در مورد جمعیت کنونی یهودیان در ایران اختلاف نظر وجود دارد. در دهه ۸۰ این جمعیت چیزی حدود ۲۰۰۰۰ تا ۳۰۰۰۰ نفر تخمین زده می‌شد و در دهه ۹۰ به ۳۵۰۰۰ نفر افزایش یافت. در حال حاضر این جمعیت چیزی حدود ۴۰۰۰۰ نفر است که ۲۵۰۰۰ نفر از آن‌ها در تهران ساکن هستند. بیشتر سازمان‌های یهودی که قبل از انقلاب ایران تأسیس شده بودند به استثنای آن‌هایی که به صورت مستقیم جنبش صهیونیزم را تبلیغ می‌کردند بعد از انقلاب نیز به فعالیت خود ادامه دادند. از جمله این سازمان‌ها می‌توان انجمن کلیمیان تهران، انجمن کلیمیان شیراز، خانه جوانان یهود تهران و غیره را نام برد.
نظرها در مورد کیفیت زندگی یهودیان در ایران متفاوت است. هارون یشایایی از رهبران یهودیان ایران اعتقاد دارد که ایران یهودیت و صهیونیسم را دو مطلب جدا می‌داند. در خفی بسیاری از ایرانیان یهودی از تبعیض به مصاحبه‌کنندگان اروپایی شکایت می‌کنند. دولت ایران مدیر مدارس یهودی را منصوب می‌کند و این مدیران اکثراً مسلمان هستند. این مدارس در روز شبات یهودیان نیز باز هستند. آخرین روزنامه یهودی در سال ۱۹۹۱ بعد از اینکه از دولت انتقاد کرد بسته شد.
با اینکه تمامی یهودیان ایران در انظار عمومی دارای دیدگاه‌های ضد اسراییلی شدید هستند ولیکن این دیدگاه‌ها ممکن است به تمایل ایرانیان یهودی برای بقا در ایران مرتبط باشد. این امر باعث می‌شود که آنان تمایل داشته باشند که دیدگاه‌های ضد اسراییلی خود را بیشتر از حد نیاز در انظار عمومی تبلیغ کنند تا اقلیت یهودی به نظر اقلیت قابل قبولی بیایند. دیدگاه زیر ممکن است نمونه کاملی از این تضاد در بین ایرانیان یهودی باشد: «ما می‌شنویم که آیت‌الله می‌گوید که اسراییل با شاه و ساواک همکاری می‌کرده است و ما احمق هستیم اگر بگوییم طرفدار اسراییلیم. از این رو ما در برابر آن ساکتیم… ممکن است این روش کار کند. به هر حال چه می‌توانیم بکنیم؟ این خانه ماست.»
با وجود اینکه قانون ایران سفر به اسرائیل را برای شهروندان ایران ممنوع کرده است، این ممنوعیت غالبا در مورد یهودیان ایرانی اعمال نمی‌شود و بسیاری یهودیان ایران از طریق ترکیه به اسرائیل تردد می‌کنند. رهبر فعلی جامعه یهودیان ایران، یهودا گرامی، در یشیوای آتزیریت یسرائیل در اورشلیم تحصیل کرده است و اکنون به عنوان خاخام اعظم حکومت ایران منصوب شده است.